# Liste over folkets kunstnere i USSR
Dette er en liste over folkets kunstnere i USSR efter år og dato for tildeling af titlen.
Ærestitlen som Folkets Kunstner i USSR (ru.: Народный артист СССР) blev tildelt i Sovjetunionen siden 1936 til de mest fremtrædende kunstnere, der ydede et særligt bidrag til udviklingen af sovjetisk teater, musik, biograf, cirkus, tv og radioudsendelser og bidrog til "et kreativt fællesskab". Prisen blev tildelt af præsidiet for den Øverste Sovjet efter indstilling fra kulturministeriet og de relevante departementer og offentlige organisationer.
I årenes løb modtog i alt 1.006 mennesker modtaget ærestitlen "Folkets Kunstner i USSR"  .

## 1936-1939 (46 personer)

### 1936 (14 personer)
6. september 1936
- Konstantin Sergejevitj Stanislavskij (1863-1938), instruktør og skuespiller[4]
- Vladimir Ivanovitj Nemirovitj-Dantjenko (1858-1943), dramatiker og sceneinstruktør[5][6]
- Vasilij Ivanovitj Katjalov (1875-1948), teaterskuespiller, medvirkede i film[7]
- Ivan Mikhailovitj Moskvin (1874-1946), teater- og filmskuespiller[6]
- Jekaterina Pavlovna Kortjagina-Aleksandrovskaja (1874-1951), teaterskuespillerinde[8]
- Maria Mikhailovna Blumenthal-Tamarina (1859-1938), teater- og filmskuespillerinde[9]
- Antonina Vasilievna Nezhdanova (1873-1950), operasangerinde (lyrisk-koloratursopran)[6]
- Boris Vasiljevitj Sjtjukin (1894-1939), teater- og filmskuespiller[10]
- Maria Ivanovna Litvinenko-Wolgemut (1892-1966), operasangerinde (lyrisk-dramatisk sopran)[11][12]
- Panas Karpovitj Saksagansky (1859-1940), skuespiller, instruktør, dramatiker[13]
- Akaki Alekseevitj Vasadze (1899-1978), skuespiller, instruktør, teaterlærer[14][15]
- Akaki Alekseevitj Khorava (1895-1972), teater- og filmskuespiller[16]
- Kuljasj Sjasymovna Bajsejtova (1912-1957), operasanger (lyrisk-koloratursopran)[17][18]

Prismodtagerne er opført i nævnte rækkefølge i dekretet fra USSR's centrale eksekutivkomité af 6. september 1936.
1. november 1936
- Leonid Mironovitj Leonidov (1873-1941), teaterskuespiller og instruktør, filmskuespiller[12]

### 1937 (21 personer)
14. marts 1937
- Alexander Vasilyevitj Alexandrov (1883-1946), komponist og dirigent, direktør for den sovjetiske hærs sang- og dansensemble [17] [19]

28. april 1937
- Boris Georgievitj Dobronravov (1896-1949), teater- og filmskuespiller
- Alla Konstantinovna Tarasova (1898-1973), teater- og filmskuespillerinde
- Nikolai Pavlovitj Khmelev (1901-1945), dramatisk skuespiller

3. maj 1937
- Mikhail Mikhailovitj Tarkhanov (1877-1948), teater- og filmkunstner

31. maj 1937
- Halima Nasyrova (1913—2003 [20] ), operasangerinde (sopran) [6]

2. juni 1937
- Valeria Vladimirovna Barsova (Vladimirova) (1892-1967), operasanger (lyrisk-koloratura sopran) [21]
- Ksenia Georgievna Derzhinskaya (1889-1951), operasangerinde (dramatisk sopran) [22]
- Nadezhda Andreevna Obukhova (1886-1961), sangerinde (mezzosopran) [5] [23]
- Alexander Stepanovitj Pirogov (1899-1964), operasanger (bas) [24]
- Mark Osipovitj Reisen (1895-1992), operasanger (bas) [25]
- Samuil Abramovitj Samosud (1884-1964), dirigent [25]
- Elena Andreevna Stepanova (1891-1978), operasangerinde (lyrisk-koloratursopran) [26]
- Lev Petrovitj Steinberg (1870-1945), dirigent, komponist

23. september 1937
- Mikhail Mikhailovitj Klimov (1880-1942), teater- og filmskuespiller [27]
- Olga Leonardovna Knipper-Tjekhova (1868-1959), teaterskuespillerinde
- Aleksander Alekseevitj Ostutjov (1874-1953), teaterskuespiller[5]
- Vera Nikolaevna Pasjennaja (1887-1962), teater- og filmskuespillerinde, teaterlærer[5]
- Varvara Nikolajevna Rysjova (1871-1963), skuespillerinde
- Prov Mikhailovitj Sadovskij (1874-1947), teaterskuespiller og instruktør [13]
- Aleksandra Aleksandrovna Jablotjkina (1866-1964), teaterskuespillerinde

### 1938 (5 personer)
21. februar 1938
- Ivan Vasilyevich Ershov (1867-1943), operasanger (dramatisk tenor) [28]

17. april 1938
- Bulbul (Murtuza Mashadi Rza oglu Mamedov) (1897-1961), sanger (lyrisk-dramatisk tenor) [29]
- Uzeyir Hajibeyov (1885-1948), komponist, dirigent, dramatiker, musikpædagog
- Reinhold Moritsevitj Gliere (1875-1956), komponist, dirigent, musikpædagog
- Sjevket Mamedova (1897-1981), sanger (sopran)

### 1939 (6 personer)
23. februar 1939
- Jurij Mikhailovitj Jurjev (1872-1948), teaterskuespiller [30]

31. marts 1939
- Pavel Zakharovich Andreev (1874-1950), operasanger (bas-baryton), solist ved Leningrad Opera- og Balletteater (Mariinskijteatret)[19]
- Vera Arkadyevna Michurina-Samoilova (1866-1948), skuespillerinde fra Aleksandrinskij Teatret

31. marts 1939
- Solomon Mikhailovich Mikhoels (1890-1948), teaterskuespiller, instruktør, lærer, kunstnerisk leder af Moskvas Jødiske Teater[31]

7. juni 1939
- Abdylas Maldybaev (1906-1978), komponist, sanger (baryton), solist fra Kirgisiskse Musikalske Dramateater

4. november 1939
- Aykanush Bagdasarovna Danielyan (1893-1958), sanger (lyrisk-koloratura-sopran), solist ved det armenske opera- og balletteater opkaldt efter A. A. Spendiarov

## 1940-1949 (74 personer)

### 1940 (6 personer)
25. maj 1940
- Gnat Petrovitj Jura (1888-1966), teater- og filmskuespiller, teaterinstruktør, grundlægger af I. Franko Teatret [32]

1. juni 1940
- Ariy Moiseevich Pazovsky (1887-1953), dirigent, chefdirigent for Leningrad Opera og Ballet Teater [33]

31. oktober 1940
I forbindelse med den ti dage lange fejring af Burjat-mongolsk kunst i Moskva
12. august 1940
- Ivan Semyonovich Kozlovsky (1900-1993), operasanger (lyrisk tenor), solist fra Bolsjojteatret
- Maxim Dormidontovich Mikhailov (1893-1971), operasanger (bas), solist fra Bolsjojteatret

23. april 1941
I forbindelse med tiåret for tadsjikisk kunst i Moskva
- Gombozhap Tsydynzhapov (1905-1980), skuespiller, instruktør, dramatiker, kunstnerisk leder af Burjat Dramateatret

### 1941 (1 person)
23. april 1941
I forbindelse med tiåret for tadsjikisk kunst i Moskva
- Muhammedzhan Kasymov (1907-1971), skuespiller fra Tajikiske Drama Teater, filmskuespiller[7][34]

### 1942
ingen titler blev tildelt

### 1943 (1 person)
7. november 1943
- Evdokia Dmitrievna Turchaninova (1870-1963), skuespillerinde fra Maly Teatret

### 1950 (16 personer)
4. januar 1944
- Ambrosy Maximilianovich Buchma (1891-1957), teater- og filmskuespiller, chefdirektør for Kijev Drama Teatret[14]
- Vasily Stepanovich Vasilko (1893-1972), teaterskuespiller, instruktør, kunstnerisk leder af Odessa ukrainske dramateater
- Zoya Mikhailovna Gaidai (1902-1965), operasangerinde (sopran), solist ved Kievs opera- og balletteater opkaldt efter T. Shevchenko [17] [35]
- Andrey Alekseevich Ivanov (1900-1970), operasanger, solist ved Kievs opera- og balletteater opkaldt efter T. Shevchenko [36]
- Alexander Grigorievich Kramov (1885-1951), teaterskuespiller, instruktør, kunstnerisk leder af Kharkov Russiske Dramateater[8]
- Maryan Mikhailovich Krushelnitsky (1897-1963), teaterskuespiller og instruktør, filmskuespiller, kunstnerisk leder af Kharkov Ukrainske Dramateater opkaldt efter T. Sjevtjenko
- Ivan Aleksandrovich Maryanenko (1878-1962), teaterskuespiller
- Ivan Sergeevich Patorzhinsky (1896-1960), operasanger (bas)[5]
- Lev Nikolaevich Revutsky (1889-1977), komponist, lærer
- Boris Vasilievich Romanitsky (1891-1988), skuespiller, teaterinstruktør
- Nikolai Vasilievich Smolich (1888-1968), teaterdirektør
- Natalia Mikhailovna Uzhviy (1898-1986), teater- og filmskuespillerinde
- Konstantin Pavlovich Khokhlov (1885-1956), skuespiller, instruktør, teaterlærer[37]
- Yuri Vasilyevich Shumsky (1887-1954), teater- og filmskuespiller

11. januar 1944
- Vladimir Grigorievich Zakharov (1901-1956), komponist

13. maj 1944
- Nikolai Kapitonovich Yakovlev (1869-1950), teaterskuespiller, i forbindelse med 50-årsdagen for kreativ aktivitet

### 1945 (1 person)
24. marts 1945
I forbindelse med Hamza Teatrets 25 års jubilæum.
- Abrar Khidoyatov (1900-1958), skuespiller fra det usbekiske dramateater opkaldt efter Hamza [30]

### 1946 (5 personer)
16. december 1946
I forbindelse med Evg. Vakhtangov Teatrets 20 års jubilæum.
- Ruben Nikolaevich Simonov (1899-1968), skuespiller, instruktør

28. december 1946
I forbindelse med 80 års jubilæet for Moskva musikkonservatorium
- Boris Vladimirovich Asafiev (1884-1949), komponist, musikforsker [38]
- Alexander Borisovich Goldenweiser (1875-1961), pianist og komponist
- Konstantin Nikolaevich Igumnov (1873-1948), pianist
- Nikolaj Jakovlevitj Mjaskovskij (1881-1950), komponist

### 1947 (2 personer)
26. februar 1947
- Nikolaj Tjerkasov (1903-1966), teater- og filmskuespiller

21. marts 1947
- Vladimir Gardin (1877-1965), filminstruktør, manuskriptforfatter, skuespiller, i anledning af sin 70-års fødselsdag

### 1948 (28 personer)
5. juni 1948
- Grigorij Aleksandrov (1903-1983), filminstruktør [19]
- Ivan Nikolaevich Bersenev (1889-1951), teaterskuespiller og instruktør, filmskuespiller
- Sergei Dmitrievich Vasiliev (1900-1959), filminstruktør
- Gleb Pavlovich Glebov (1899-1967), teater- og filmskuespiller [39]
- Nikolai Semyonovich Golovanov (1891-1953), dirigent, pianist, komponist [34] [40]
- Boris Frantsevich Dauguvetis (1885-1949), teaterskuespiller, instruktør, dramatiker
- Yuri Alexandrovich Zavadsky (1894-1977), teaterskuespiller og instruktør [41]
- Mikhail Nikolaevich Kedrov (1894-1972), instruktør og teaterskuespiller, filmskuespiller
- Ants Mihkelevich Lauter (1894-1973), teaterskuespiller og instruktør, filmskuespiller
- Nikolai Pavlovich Okhlopkov (1900-1967), teater- og filmskuespiller, instruktør [5]
- Aleksej Dmitrievtj Popov (1892-1961), teaterinstruktør, teaterteoretiker, lærer [42]
- Vsevolod Illarionovich Pudovkin (1893-1953), filminstruktør [43]
- Ivan Aleksandrovitj Pyrjev (1901-1968), filminstruktør
- Nathan Grigorievich Rakhlin (1906-1979), dirigent, musikpædagog
- Eduards Janovitj Smilgis (1886-1966), teaterskuespiller og instruktør
- Mikhail Tjiaureli (1894-1974), filminstruktør
- Friedrich Markovitj Ermler (1898–1967), filminstruktør

26. oktober 1948
i forbindelse med 50 års jubilæet for Moskva kunstnerteater
- Olga Nikolaevna Androvskaya (1898-1975), teater- og filmskuespillerinde
- Alexey Nikolaevich Gribov (1902-1977), teater- og filmskuespiller [34] [44]
- Claudia Nikolajevna Jelanskaja (1898-1972), teaterskuespillerinde [41]
- Vladimir Lvovitj Ersjov (1896-1964), teater- og filmskuespiller
- Boris Nikolaevich Livanov (1904-1972), teater- og filmskuespiller
- Viktor Jakovlevitj Stanitsyn (1897-1976), teaterskuespiller og instruktør, filmskuespiller
- Vasily Osipovitj Toporkov (1889-1970), teater- og filmskuespiller, teaterlærer
- Faina Vasiljevna Sjevtjenko (1893-1971), teaterskuespillerinde

11. november 1948
- Sergej Gerasimov (1906-1985), filminstruktør, manuskriptforfatter, filmskuespiller, lærer

30. december 1948
i forbindelse med 30 års jubilæet for Hviderussiske SSR
- Pavel Stepanovich Molchanov (1902-1977), teaterkunstner
- Boris Viktorovich Platonov (1903-1967), teater- og filmskuespiller [45]

### 1949 (14 personer)
19. april 1949
I forbindelse med Mossovet Teatrets 25 års jubilæum.
- Vasily Vasilyevich Vanin (1898-1951), teaterskuespiller og instruktør, filmskuespiller
- Vera Petrovna Maretskaya (1906-1978), teater- og filmskuespillerinde
- Nikolai Dmitrievich Mordvinov (1901-1966), teater- og filmskuespiller [46]

22. juli 1949
I forbindelse med 75 års jubilæet for M. Azizbekov Teatret
- Mirza Agha Ali oglu Aliyev (1883-1954), teater- og filmskuespiller [47]
- Marziya Yusuf kyzy Davudova (1901-1962), teater- og filmskuespillerinde
- Sidgi Ruhullah (1886-1959), teater- og filmskuespiller

26. oktober 1949
I forbindelse med Maly Teatrets 125 års jubilæum
- Elena Nikolaevna Gogoleva (1900-1993), teater- og filmskuespillerinde [34]
- Alexey Denisovich Dikiy (1889-1955), teaterskuespiller og instruktør, filmskuespiller
- Mikhail Sjarov (1900-1981), teater- og filmskuespiller
- Alexander Ivanovich Zrazhevsky (1886-1950), teater- og filmskuespiller [41]
- Konstantin Aleksandrovich Zubov (1888-1956), skuespiller, instruktør, lærer [41]
- Igor Vladimirovich Ilyinsky (1901-1987), teater- og filmskuespiller, instruktør
- Mikhail Ivanovich Tsarev (1903-1987), teater- og filmskuespiller, instruktør, lærer [16]

28. november 1949
I forbindelse med 20 års jubilæet for det turkmenske dramateater
- Arslan Mubaryakov (1908-1977), teater- og filmskuespiller, teaterinstruktør
- Zaytuna Nasretdinova (1923–2009), ballerina

## 1950-1959 (138 personer)

### 1950 (16 personer)
6. marts 1950
I forbindelse med 30-års jubilæet for sovjetisk kinematografi
- Mikhail Gelovani (1893-1956), teater- og filmskuespiller [48]
- Marina Aleksejevna Ladynina (1908-2003), teater- og filmskuespillerinde [12]
- Tamara Fedorovna Makarova (1907-1997), filmskuespillerinde
- Ljubov Orlova (1902-1975), skuespillerinde fra sovjetisk biograf og teater [5]
- Vladimir Petrov (1896-1966), filminstruktør
- Mikhail Romm (1901-1971), filminstruktør
- Nikolaj Konstantinovitj Simonov (1901-1973), teater- og filmskuespiller [5]
- Boris Petrovitj Tjirkov (1901-1982), teater- og filmskuespiller

13. maj 1950
- Sergei Yakovlevich Lemeshev (1902-1977), operasanger (lyrisk tenor) [12]

- Kipras Ionovich Petrauskas (1885-1968), operasanger (lyrisk-dramatisk tenor), lærer [5] [49]

2. august 1950
- Mikhail Stepanovich Grishko (1901-1973), operasanger (dramatisk baryton) [34] [40]

10. november 1950
I forbindelse med 100-året for restaureringen af det georgiske teater
- Pyotr Varlamovich Amiranashvili (1907-1976), operasanger (baryton) [19]
- David Yasonovich Andguladze (1895-1973), operasanger (dramatisk tenor) [19]
- Veriko Ivlianonovna Andzhaparidze (1900-1987), teater- og filmskuespillerinde [19]
- Alexander Iovich Inashvili (1887-1958), operasanger (baryton) [50]
- Vakhtang Mikhailovich Chabukiani (1910-1992), balletdanser, koreograf [51]

### 1951 (13 personer)
31. januar 1951
- Aleksandr Borisov (1905-1982), teater- og filmskuespiller [52]

27. maj 1951
I forbindelse med 175-års jubilæet for Bolsjojteatret
- Alexey Petrovich Ivanov (1904-1982), operasanger (baryton) [36]
- Olga Vasilievna Lepeshinskaya (1916—2008), ballerina [51]
- Alexander Shamilevich Melik-Pashayev (1905-1964), dirigent [53]
- Georgy Mikhailovich Nelepp (1904-1957), operasanger (dramatisk tenor) [5]
- Galina Sergeevna Ulanova (1910-1998), ballerina [51]
- Yuri Fedorovich Fayer (1890-1971), dirigent
- Nikandr Sergeevich Khanaev (1890-1974), operasanger (dramatisk tenor) [16] [54]

8. juni 1955
I forbindelse med årtiet med Bashkir-kunst i Moskva
- Boris Romanovich Gmyrya (1903-1969), operasanger (bas) [17] [34]
- Mikhail Fedorovich Romanov (1896-1963), teaterskuespiller og instruktør, filmskuespiller [13]
- Alexander Ivanovich Serdyuk (1900-1988), teater- og filmskuespiller

28. oktober 1955
I forbindelse med de ti dage med turkmensk kunst i Moskva
- Mukhtar Asjrafovitj Asjrafi (1912-1975), komponist, dirigent
- Sara Abdurakhmanovna Ishanturaeva (1911-1998), teaterskuespillerinde [7] [34]

### 1952 (2 personer)
17. maj 1952
- Sergej Bondartjuk (1920-1994), filminstruktør, filmskuespiller

25. december 1952
- Elizaveta Ivanovna Chavdar (1925-1989), operasangerinde (koloratursopran)

15. august 1953
- David Ojstrakh (1908-1974), violinist, dirigent

18. december 1953
- Alfred Amtmann-Bredit (1885–1966), teaterskuespiller og instruktør

19. december 1953
- Igor Aleksandrovich Moiseev (1906-2007), koreograf [51]

21. december 1953
- Alexander Konstantinovich Ilyinsky (1903-1967), teater- og filmskuespiller

30. december 1953
- Konstantin Vasilyevich Skorobogatov (1887-1969), teater- og filmskuespiller [5]

### 1954 (19 personer)
29. januar 1954
I forbindelse med 30 års jubilæet for Moskva Dramateater
- Maria Ivanovna Babanova (1900-1983), teater- og filmskuespillerinde [38]
- Lev Naumovich Sverdlin (1901-1969), teater- og filmskuespiller

4. marts 1954
- Tiit Kuusik (1911–1990), operasanger (baryton)

26. marts 1954
- Balys Dvarionas (1904-1972), komponist, dirigent, pianist, lærer
- Juozas Siparis (1894-1970), teater- og filmskuespiller
- Jonas Svyadas (1908-1971), komponist, dirigent

26. marts 1954
- Leonid Sergeevitj Vivien (1887-1966), skuespiller, instruktør, teaterlærer [39] [55]

27. marts 1954
- Emil Grigorievitj Gilels (1916-1985), pianist [56]
- Evgeny Aleksandrovich Mravinsky (1903-1988), dirigent [57]

2. august 1954
- Aram Khatjaturjan (1903-1978), komponist
- Jurij Sjaporin (1887-1966), komponist
- Dmitrij Sjostakovitj (1906-1975), komponist

2. september 1954
- Sergei Vladimirovich Obraztsov (1901-1992), teaterfigur, skuespiller og dukketeaterinstruktør [5]

11. september 1954
- Vagharsh Bogdanovich Vagharshyan (1894-1959), teaterskuespiller, instruktør, dramatiker

november 1954
- Daniil Isidorovich Antonovich (1889-1975), teater- og filmskuespiller
- Pyotr Sergeevich Belinnik (1906-1998), operasanger (lyrisk tenor)
- Alexandra Petrovna Voronovich (1898-1985), teaterskuespillerinde
- Konstantin Fedorovich Dankevich (1905-1984), komponist, pianist, lærer [40]
- Vasily Sergeevich Yaremenko (1895-1976), skuespiller

### 1955 (14 personer)
19. januar 1955
- Nikolai Ivanovich Yakushenko (1897-1971), skuespiller

25. februar 1956
I forbindelse med tiåret for lettisk kunst i Moskva
- Vladimir Iosifovich Vladomirsky (1893-1971), teaterskuespiller
- Lydia Ivanovna Rzhetskaya (1899-1977), teater- og filmskuespillerinde
- Evgeny Karlovich Tikotsky (1893-1970), komponist
- Grigory Romanovich Shirma (1892-1978), kordirigent, folklorist

17. maj 1955
- Mikhail Mikhailovich Yanshin (1902-1976), teater- og filmskuespiller

8. juni 1955
I forbindelse med årtiet med Bashkir-kunst i Moskva
- Arslan Mubaryakov (1908-1977), teater- og filmskuespiller, teaterinstruktør
- Zaytuna Nasretdinova (1923–2009), ballerina

28. juni 1955
- Mikhail Fedorovich Astangov (1900-1965), teater- og filmskuespiller [38]

12. september 1955
- Sofya Petrovna Preobrazhenskaya (1904-1966), operasangerinde (mezzosopran) [58]

28. oktober 1955
I forbindelse med de ti dage med turkmensk kunst i Moskva
- Alty Karliev (1909-1973), teaterskuespiller og instruktør, filmskuespiller, filminstruktør
- Maya (Mamajan) Kulieva (1920—2018), operasanger (lyrisk sopran)
- Sona Muradova (1914-1997), teaterskuespiller [59]

17. december 1955
- Sofya Vladimirovna Giatsintova (Berseneva-Giacintova) (1895-1982), teaterskuespillerinde og instruktør, filmskuespillerinde

### 1956 (22 personer)
3. januar 1956
I forbindelse med tiåret for lettisk kunst i Moskva
- Lilita Berzina (1903-1983), teater- og filmskuespillerinde
- Janis Augustovich Osis (1895-1973), teater- og filmskuespiller [5]
- Yuri Ilyich Yurovsky (1894-1959), teaterskuespiller og instruktør, filmskuespiller [60]

17. januar 1956
- Nikolai Dmitrievich Vorvulev (1917-1967), operasanger

28. maj 1956
- Yuri Vladimirovich Tolubeev (1906-1979), teater- og filmskuespiller

28. maj 1956
- Tamara Khanum (1906-1991), danser, grundlægger af den usbekiske ballet

27. juni 1956
I forbindelse med de ti dage med armensk kunst i Moskva
- Gohar Mikaelovna Gasparyan (1924-2007), operasanger (sopran)
- Rachia Nersesovich Nersesyan (1895-1961), teater- og filmskuespiller [5]
- Vahram Kamerovich Papazyan (1888-1968), teaterskuespiller [5]
- Tatevik Tigranovna Sazandaryan (1916-1999), operasanger (mezzosopran)
- Mikhail Arsenievich Tavrizian (1907-1957), dirigent [30]

7. juli 1956
- Grigory Akinfovich Belov (1895-1965), teater- og filmskuespiller

19. juli 1956
- Pavel Gerasimovich Lisitsian (1911-2004), operasanger (baryton)

20. juli 1956
- Alexander Iosifovich Larikov (1890-1960), teaterskuespiller
- Vasily Yakovlevich Sofronov (1884-1960), teater- og filmskuespiller [61]

14. september 1956
- Boris Fedorovich Ilyin (1901-1979), teaterskuespiller

9. november 1956
- Aleksandr Aleksandrovitj Brjantsev (1883-1961), teaterdirektør

24. december 1956
- Alexander Vasilievich Sveshnikov (1890-1980), kordirigent

25. december 1956
- Alexey Filippovich Krivchenya (1910-1974), operasanger (bas)

30. december 1956
I forbindelse med tiåret for estisk kunst i Moskva
- Eugen Kapp (1908-1996), komponist
- Kaarel Karm (1906–1979), teater- og filmskuespiller
- Gustav Ernesaks (1908–1993), komponist, kordirigent

### 1957 (12 personer)
6. april 1957
- Anastasia Platonovna Zueva (1896-1986), teater- og filmskuespillerinde

24. april 1957
I forbindelse med tiåret for tadsjikisk kunst i Moskva
- Gulomkhajdar Gulomaliev (1904-1961), koreograf [34]
- Lutfi Zakhidova (1925-1995), ballerina
- Tufa Fazylovna Fazylova (1917-1985), operasanger (sopran) [62]

14. juni 1957
I forbindelse med tiåret for tatarisk kunst i Moskva
- Khalil Galeevich Abzhalilov (1896-1963), teater- og filmskuespiller [19] [39]
- Nazib Gayazovich Zhiganov (1911-1988), komponist
- Elena Efimovna Zhilina (1890-1963), teaterskuespillerinde

22. juni 1957
Til minde om 250-året for Leningrad
- Natalya Mikhailovna Dudinskaya (1912-2003), ballerina [51]
- Konstantin Nikolaevich Laptev (1904-1990), operasanger
- Vitaly Pavlovich Polizeymako (1906-1967), teater- og filmskuespiller [63]
- Konstantin Mikhailovich Sergeev (1910-1992), balletdanser, koreograf [51]
- Georgy Aleksandrovich Tovstonogov (1915-1989), teaterdirektør

### 1958 (13 personer)
15. januar 1958
I forbindelse med årtiet med Yakut-kunst i Moskva
- Vasily Vasilyevich Mestnikov (1908-1958), teaterskuespiller og instruktør
- Dmitry Fedorovich Khodulov (1912-1977), teaterskuespiller og instruktør

22. januar 1958
- Boris Alexandrovich Alexandrov (1905-1994), komponist, dirigent [19]

15. april 1958
- Konstantin Ivanov (1907-1984), dirigent [36]

17. april 1958
I forbindelse med tiåret for georgisk kunst i Moskva
- Vasily Davydovich Godziashvili (1905-1976), teater- og filmskuespiller [34] [40]
- Odyssey Achillesovich Dimitriadi (1908-2005), dirigent
- Sergo Aleksandrovich Zakariadze (1909-1971), teater- og filmskuespiller .
- Aleksej Matjavariani (1913-1995), komponist
- Ilya Ilyich Sukhishvili (1907-1985), balletdanser

1. november 1958
I forbindelse med tiåret for kirgisisk kunst i Moskva
- Byubusara Beishenalieva (1926-1973), balletdanser [64]
- Saira Kiizbaeva (1917-1988), operasangerinde (lyrisk-dramatisk sopran)
- Muratbek Ryskulov (1909-1974), teater- og filmskuespiller

1. december 1958
- Sergei Ivanovich Papov (1904-1970) teater- og filmskuespiller [5]

### 1959 (22 personer)
3. januar 1959
I forbindelse med årtiet for kasakhisk kunst i Moskva
- Shaken Kenzhetaevich Aimanov (1914-1970), skuespiller og filminstruktør
- Rosa Umbetovna Dzhamanova (1928—2013), operasangerinde (sopran) [50]
- Kalibek Kuanyshpayev (1893-1968), teater- og filmskuespiller
- Ermek Bekmukhamedovitj Serkebaev (1926—2013), operasanger (lyrisk baryton)
- Mukan Tulebaev (1913-1960), komponist
- Valentina Borisovna Kharlamova (1911-1999), teaterskuespillerinde

18. marts 1959
I forbindelse med årtiet med usbekisk kunst i Moskva
- Shukur Burkhanov (1910-1987), teater- og filmskuespiller [39]
- Saodat Kabulova (1925—2007), operasanger (lyrisk-koloratursopran)
- Mukarram Turgunbaeva (1913-1978), ballerina
- Alim Khojaev (1910-1977), teater- og filmskuespiller
- Kamil Yarmatovich Yarmatov (1903-1978), skuespiller, filminstruktør, manuskriptforfatter [65]

18. april 1959
- Nikolai Alexandrovich Pokrovsky (1896-1961), teaterskuespiller og instruktør

9. juni 1959
I forbindelse med tiåret for aserbajdsjansk kunst i Moskva
- Gamer Almaszadeh (1915-2006), ballerina [47]
- Rashid Behbudov (1915-1989), pop- og operasanger (lyrisk tenor)
- Adil Iskenderov (1912-1978), teaterskuespiller og instruktør
- Kara Abulfaz oglu Karaev (1918-1982), komponist [7]
- Niyazi (1912-1984), dirigent, komponist [5]

15. september 1959
- Ivan Ivanovich Petrov (1920-2003), operasanger (bas)
- Maya Mikhailovna Plisetskaya (1925—2015), ballerina [43] [51]
- Raisa Stepanovna Struchkova (1925-2005), ballerina [51]

22. september 1959
I forbindelse med Karelens kunstårti
- Elizaveta Stepanovna Tomberg (1909-1988), teaterskuespillerinde

24. december 1959
I forbindelse med årtiet med Buryat- kunst i Moskva
- Lhasaran Lodonovich Linhovoin (1924-1980), operasanger (bas)

## 1960-1969 (185 personer)

### 1960 (28 personer)
9. april 1960
- Nikolaj Pavlovitj Akimov (1901-1968), maler, teaterkunstner og instruktør[19]
- Nikolaj Aleksandrovitj Annenkov (1899-1999), teater- og filmskuespiller[38]
- Vasily Aleksandrovich Orlov (1896-1974), teaterskuespiller, instruktør, teaterlærer [5]
- Angelina Osipovna Stepanova (1905-2000), teater- og filmskuespillerinde

4. maj 1960
I forbindelse med årtiet for Dagestansk kunst i Moskva
- Bariyat Muradova (1914-2001), teaterskuespillerinde

8. juni 1960
I forbindelse med årtiet for moldovisk kunst i Moskva
- Nina Nikolaevna Masalskaya (1901-1989), skuespillerinde
- Tamara Savelyevna Cheban (1914-1990), operasangerinde (sopran)[10]
- Kirill Antonovich Shtyrbul (1915-1997), teaterskuespiller

23. september 1960
- Vladimir Ivanovitj Tjestnokov (1904-1968), teater- og filmskuespiller, teaterlærer[10]

5. oktober 1960
- Georg Karlovich Ots (1920-1975), operasanger (baryton) [5]
- Vladimir Vasilievich Thapsaev (1910-1981), teater- og filmskuespiller

6. oktober 1960
- Vasily Vasilyevich Merkuryev (1904-1978), teater- og filmskuespiller, lærer

24. november 1960
I forbindelse med årtiet for ukrainsk kunst i Moskva
- Evgeny Vasilyevich Bondarenko (1905-1977), teater- og filmskuespiller [66] [67]
- Pavel Pavlovich Virsky (1905-1975), balletdanser, koreograf [55]
- Dmitry Mikhailovich Gnatyuk (1925-2016), operasanger (baryton) [34][68]
- Vladimir Mikhailovich Dalsky (1912-1998), teaterskuespiller
- Viktor Nikolaevich Dobrovolsky (1906-1984), teater- og filmskuespiller [69]
- Pavel Petrovich Karmalyuk (1908-1986), operasanger (baryton)
- Polina Vladimirovna Kumanchenko (1910-1992), teater- og filmskuespillerinde
- Yuri Sergeevich Lavrov (1905-1980), teater- og filmskuespiller
- Vladimir Gerasimovich Magar (1900-1965), teaterskuespiller og instruktør
- Georgy Illarionovich Mayboroda (1913-1992), komponist
- Dmitry Emelyanovich Milyutenko (1899-1966), teater- og filmskuespiller
- Alexander Zakharyevich Minkovsky (1900-1979), kordirigent [70]
- Evgeny Porfiryevich Ponomarenko (1909-1994), teater- og filmskuespiller
- Bela Andreevna Rudenko (1933-2021), operasanger (lyrisk-koloratursopran)
- Larisa Arkhipovna Rudenko (1918-1981), operasangerinde (mezzosopran)

9. december 1960
- Lidia Vladimirovna Myasnikova (1911-2005), operasangerinde (mezzosopran)

### 1961 (8 personer)
13. januar 1961
- Svyatoslav Teofilovich Richter (1915-1997), pianist

28. februar 1967
- Alesker Haji Aga ogly Alekperov (1910-1963), teater- og filmskuespiller

3. marts 1961
- Faina Georgievna Ranevskaya (1896-1984), teater- og filmskuespillerinde

4. april 1961
- Rostislav Yanovich Plyatt (1908-1989), teater- og filmskuespiller [43]

15. juni 1961
I forbindelse med Korets 50 års jubilæum. Pyatnitsky
- Pyotr Mikhailovich Kazmin (1892-1964), folklorist
- Tatyana Alekseevna Ustinova (1909-1999), koreograf

22. juli 1961
- Mark Isaakovich Prudkin (1898-1994), teater- og filmskuespiller

9. september 1961
- Boris Aleksandrovich Pokrovsky (1912-2009), teaterinstruktør [5]

### 1962 (9 personer)
28. april 1962
- Joseph Moiseevich Tolchanov (1891-1981), teater- og filmskuespiller, instruktør [71]

17. maj 1962
- Sergei Iosifovich Yutkevich (1904-1985), teater- og filminstruktør

13. juli 1962
- Galia Bayazitovna Izmailova (1923-2010), ballerina

15. august 1962
- Boris Fedorovich Andreev (1915-1982), teater- og filmskuespiller [19] [72]

20. september 1962
- Avet Markosovich Avetisyan (1897-1971), teater- og filmskuespiller [72]

3. oktober 1962
- Pavel Alekseevich Serebryakov (1909-1977), pianist, lærer

14. december 1962
- Arthur Fritsevich Frinberg (1916-1984), operasanger (dramatisk tenor)

22. december 1962
- Vakhtang Ivanovich Vronsky (1905-1988), koreograf
- Konstantin Arsenievich Simeonov (1910-1987), dirigent, lærer

### 1963 (10 personer)
30. januar 1963
- Sergei Kapitonovich Binnikov (1901-1969), teater- og filmskuespiller, teaterinstruktør
- Anatoly Petrovich Ktorov (1898-1980), teater- og filmskuespiller
- Pavel Vladimirovich Massalsky (1904-1979), teater- og filmskuespiller
- Boris Yakovlevich Petker (1902-1983), teater- og filmskuespiller [5]
- Boris Aleksandrovich Smirnov (1908-1982), teater- og filmskuespiller

4. maj 1963
- Dmitry Borisovich Kabalevsky (1904-1987), komponist [7]
- Tikhon Nikolaevich Khrennikov (1913—2007), komponist

28. september 1963
- Boris Andreevich Babochkin (1904-1975), teater- og filmskuespiller, teaterlærer [38]

6. december 1963
- Nina Shalvovna Ramishvili (1910-2000), danser, koreograf

28. december 1963
- Larisa Petrovna Sakhyanova (1930-2001), ballerina

### 1964 (16 personer)
5. februar 1964
- Khadisha Bukeeva (Bokeeva) (1917–2011), teaterskuespillerinde

17. april 1964
- Yuli Yakovlevich Raizman (1903-1994), filminstruktør

27. juli 1964
- Grigory Mikhailovich Kozintsev (1905-1973), film- og teaterinstruktør, manuskriptforfatter

1. juni 1964
- Nikolai Olimpievich Gritsenko (1912-1979), teater- og filmskuespiller [40]
- Lev Nikolaevich Oborin (1907-1974), pianist

2. juni 1964
- Tamara Nikolaevna Nizhnikova (1925—2018), operasangerinde [5]
- Ninel Aleksandrovna Tkachenko (1928-2007), operasangerinde (sopran)

11. juli 1964
- Alexander Gavrilovich Ivanov (1898-1984), filminstruktør [36]
- Joseph Efimovich Kheifits (1905-1995), filminstruktør

27. juli 1964
- Genovaite Sabaliauskaite (1923—2020), ballerina
- Jonas Stasyunas (1919–1987), operasanger (baryton) [4]

12. september 1964
- Nar Mikhailovich Hovhannisyan (1913-1995), operasanger (bas) [5]
- Joseph Mikhailovich Tumanov (1909-1981), teaterdirektør

15. december 1964
- Nabi Rakhimov (1911-1994), teater- og filmkunstner

18. december 1964
- Ants Eskola (1908-1989), teater- og filmskuespiller [73]

30. december 1965
- Firs Efimovich Shishigin (1908-1985), teaterdirektør

### 1965 (24 personer)
21. januar 1965
- Nikolai Afanasyevich Kryuchkov (1911-1994), filmskuespiller
- Alexander Pavlovich Ognivtsev (1920-1981), operasanger (bas) [5]

2. marts 1965
- Fikret Mashadi Jamil oglu Amirov (1922-1984), komponist, pianist [19]
- Okuma Abbas Ali kyzy Kurbanova (1913-1988), teaterskuespillerinde [70]

10. marts 1965
- Vladimir Vyacheslavovich Belokurov (1904-1973), teater- og filmskuespiller [74]

20. marts 1965
- Tatul Tigranovich Altunyan (1901-1973), korleder [19] [70]

19. april 1965
- Bazar Amanov (1908-1981), teaterskuespiller, dramatiker
- Annagul Annakulieva (1924-2009), operasangerinde (sopran)
- Veli Mukhatov (1916–2005), komponist

23. april 1965
- Leonid Osipovich Utesov (1895-1982), popartist, sanger, dirigent, filmskuespiller

15. maj 1991
- Leonid Mikhailovich Lavrovsky (1905-1967), koreograf [51]

15. maj 1991
- Asli Burkhanov (1915-1997), teaterskuespiller og instruktør, filmskuespiller

25. maj 1965
- Lyubov Ivanovna Dobzhanskaya (1908-1980), teater- og filmskuespillerinde
- Andrey Alekseevich Popov (1918-1983), teater- og filmkunstner, teaterinstruktør, lærer [45]

19. juni 1965
- Evgenia Semyonovna Miroshnichenko (1931-2009), operasangerinde (lyrisk-koloratura sopran)

16. juli 1965
- Mikhail Panteleimonovich Bolduman (1898-1983), teater- og filmskuespiller

28. august 1965
- Elena Klementyevna Katulskaya (1888-1966), operasangerinde (lyrisk-koloratura sopran)

30. august 1965
- Velta Einovna Vilcinya (1928-1995), balletdanser [55]
- Yanis Andreevich Ivanov (1906-1983), komponist [36]

31. august 1965
- Nikolai Afanasyevich Svetlovidov (1889-1970), teaterskuespiller

30. september 1965
- Vartan Mkrtichevich Adzhemyan (1905-1977), teaterdirektør [19]

1. november 1965
- Irina Aleksandrovna Kolpakova (f. 1933), balletdanser [51] [75]

13. november 1965
- Semyon Vissarionovich Dolidze (1903-1983), filminstruktør

30. december 1968
- Maxim Maksimovich Strauch (1900-1974), teater- og filmskuespiller

### 1975 (19 personer)
8. januar 1966
- Aino Talvi (1909–1992), teaterskuespiller
- Cecil Dmitrievna Takaishvili (1906-1984), teater- og filmskuespillerinde [30]
- Boris Timofeevich Shtokolov (1930-2005), operasanger (bas)

28. marts 1966
- Pjotr Aleksandrovitj Konstantinov (1899-1973), teater- og filmskuespiller

8. april 1966
- Zurab Ivanovich Andzhaparidze (1928-1997), operasanger (lyrisk-dramatisk tenor) [19] [70]
- Irina Konstantinovna Arkhipova (1925—2010), operasangerinde (mezzosopran) [17] [38] [70]
- Galina Pavlovna Vishnevskaya (1926—2012), operasangerinde (sopran) [55]

13. august 1966
- Nadezhda Sergeevna Nadezhdina (1908-1979), ballerina og koreograf

14. oktober 1966
I forbindelse med 100 års jubilæet for Moskva-konservatoriet. P. I. Tjajkovskij
- Yakov Izrailevich Zak (1913-1976), pianist, lærer
- Leonid Borisovich Kogan (1924-1982), violinist [50]
- Claudius Borisovich Ptitsa (1911-1983), kordirigent [70]
- Mstislav Leopoldovich Rostropovich (1927-2007), cellist
- Vladislav Gennadievich Sokolov (1908-1993), kordirigent
- Yakov Vladimirovich Flier (1912-1977), pianist
- Ksenia Aleksandrovna Erdeli (1878-1971), harpespiller

24. oktober 1966
- Leon Gdalyevich Rakhlenko (1907-1986), teaterskuespiller og instruktør, filmskuespiller

24. november 1966
- Nikolai Sergeevich Plotnikov (1897-1979), skuespiller, instruktør, teaterlærer [43]

29. november 1966
- Roman Lazarevich Karmen (1906-1978), kameramand, filminstruktør

1. december 1966
- Mark Semyonovich Donskoy (1901-1981), filminstruktør og dramatiker

### 1967 (25 personer)
2. januar 1967
- Georgy Iraklievich Asatiani (1914-1977), instruktør og kameramand af dokumentarfilm

3. februar 1967
- Lutfi Sarymsakova (1896-1991), teater- og filmskuespillerinde [13]
- Vasily Pavlovich Solovyov-Sedoy (1907-1979), komponist

28. december 1967
- Grigory Lvovich Roshal (1898-1983), filminstruktør [76]

6. april 1967
- Rakhim Pirmukhamedov (1897-1972), teater- og filmskuespiller

6. juni 1967
- Rishat Mukimovich Abdullin (1916-1988), operasanger (baryton) [47]
- Roza Tazhibaevna Baglanova (1922-2011), opera- og popsangerinde (sopran)
- Vladimir Grigorievich Durov (1909-1972), cirkusartist (træner)
- Bibigul Tulegenova (f. 1929), operasanger (koloratursopran)
- Lidia Demyanovna Chernysheva (1912-1975), ballerina, koreograf

1. juli 1967
- Vladimir Aleksandrovich Vladislavsky (1891-1970), teater- og filmskuespiller
- Malik Kayumovich Kayumov (1912-2010), kameramand, filminstruktør
- Darkul Kuyukova (1919-1997), teater- og filmskuespillerinde [7]
- Artyk Myrzabaev (1930-2005), operasanger (baryton)

1. august 1967
- Olga Yakovlevna Kusenko (1919-1997), teater- og filmskuespillerinde
- Evgeniy Ivanovich Chervonyuk (1924-1982), operasanger (bas)

1. september 1967
- Boris Evgenievich Zakhava (1896-1976), teaterskuespiller og instruktør

13. september 1967
- Timofey Ivanovich Gurtovoy (1919-1981), dirigent [40]
- Evgeniy Vasilievich Ureke (1917-2005), teater- og filmskuespiller, sanger
- Heino Eller (1887–1970), komponist, lærer

13. september 1967
- Gurgen Janibekovich Janibekyan (1897-1978), teater- og filmskuespiller

20. oktober 1967
- Frangiz Yusif kyzy Akhmedova (1928—2011), operasanger (sopran) [70]
- Leila Vekilova (1927–1999), ballerina

28. december 1967
- Evgeny Mikhailovich Belyaev (1926-1994), sanger (lyrisk tenor)
- Alexey Tikhonovich Sergeev (1919-1998), sanger (bas)

### 1968 (21 personer)
20. februar 1968
- Evgeny Alekseevich Lebedev (1917-1997), teater- og filmskuespiller
- Antonina Nikolaevna Samarina (1892-1971), teaterskuespiller [77] [78]

3. april 1968
- Yuri Aleksandrovich Gulyaev (1930-1986), operasanger (lyrisk baryton)
- Valentina Fedorovna Kalinovskaya (f. 1938), ballerina

10. april 1968
- Andrey Melitonovich Balanchivadze (1906-1992), komponist
- Ilya Petrovich Kopalin (1900-1976), dokumentarfilminstruktør
- Archil Evstafievich Chkhartishvili (1905-1980), teaterdirektør
- Elena Mitrofanovna Shatrova-Kazankova (1892-1976), teaterskuespillerinde

17. juni 1968
- Andrey Lvovich Abrikosov (1906-1973), teater- og filmskuespiller [19]

1. juli 1968
- Hanifa Mukhiddinovna Mavlyanova (1924-2010), operasanger (sopran)
- Arkady Isaakovich Raikin (1911-1987), teater- og filmskuespiller

27. august 1968
- Aimkhan Shamuratova (1917-1993), teaterskuespillerinde

19. september 1968
- Joseph Iosifovich Zhinovich (1907-1974), komponist og dirigent
- Vano Ilyich Muradeli (1908-1970), komponist
- Zdislav Franzevich Stomma (1907-1992), teater- og filmskuespiller
- Gennady Ivanovich Tsitovich (1910-1986), kordirigent, musikforsker

3. oktober 1968
- Evgeny Fedorovich Svetlanov (1928-2002), dirigent

13. december 1968
- Anastasia Pavlovna Georgievskaya (1914-1990), teater- og filmskuespillerinde

27. december 1968
- Boris Ivanovich Ravenskikh (1914-1980), teaterdirektør [43]

30. december 1968
- Alexey Vasilyevich Zhiltsov (1895-1972), teaterskuespiller
- Joseph Moiseevich Raevsky (1901-1972), skuespiller, instruktør, lærer [43]

### 1969 (25 personer)
10. januar 1969
- Razzak Khamrayev (1910-1981), skuespiller og teater- og filminstruktør[16]

7. marts 1969
- Via Artmane (1929-2008), teater- og filmskuespillerinde [38]
- Germaine Leopoldovna Heine-Wagner (1923-2017), operasanger (lyrisk-dramatisk sopran)

25. marts 1991
- Nina Vladimirovna Timofeeva (1935—2014), ballerina [51] [79]

12. maj 1969
- Boris Alekseevich Alekseev (1911-1973), teaterskuespiller

30. juli 1969
- Yulia Konstantinovna Borisova (1925-2023), teater- og filmskuespillerinde

4. august 1969
- Efim Lvovich Dzigan (1898-1981), filminstruktør

29. september 1969
- Oleg Petrovich Zhakov (1905-1988), filmskuespiller [41]
- Alexander Grigorievich Zarkhi (1908-1997), filminstruktør
- Alexander Mikhailovich Zguridi (1904-1998), filminstruktør, tv-vært
- Mikhail Konstantinovich Kalatozov (1903-1973), filminstruktør
- Vladimir Vladimirovich Korsh-Sablin (1900-1974), filminstruktør [8]
- Alexander Lukich Ptushko (1900-1973), filminstruktør
- Vsevolod Vasilievich Sanaev (1912-1996), teater- og filmskuespiller
- Mikhail Aleksandrovich Ulyanov (1927-2007), teater- og filmskuespiller

30. september 1969
- Irina Nikolaevna Bugrimova (1910-2001), cirkusartist (løvetræner) [80]
- Evgeniy Timofeevich Milaev (1910-1983), cirkusartist, linedanser
- Oleg Konstantinovich Popov (1930—2016), cirkusklovn
- Mikhail Nikolaevich Rumyantsev (klovneblyant) (1901-1983), cirkusklovn [80]
- Valentin Ivanovich Filatov (1920-1979), cirkusartist (træner)

7. oktober 1969
- Alexandra Ivanovna Klimova (1921-2005), teaterskuespillerinde
- Evgeny Maksimovich Polosin (1912-1982), teater- og filmskuespiller[81]

5. november 1969
- Galina Nikolaevna Zagurskaya (1905-1978), teaterskuespillerinde
- Stanislav Filippovich Lyudkevich (1879-1979), komponist

28. november 1969
- Rostislav Vladimirovich Zakharov (1907-1984), koreograf, instruktør [51]

## 1970-1979 (239 personer)

### 1970 (23 personer)
30. januar 1970
- Anatolij Grigorievitj Novikov (1896-1984), komponist

16. februar 1970
- Juozas Jonovich Lingis (1919-1984), balletdanser, koreograf

18. februar 1970
- Kaarel Kirillovich Ird (1909-1986), teaterskuespiller og instruktør

25. marts 1970
- Elena Mikhailovna Potapova (f. 1930), ballerina

- Abbas Bakirov (1910–1974), teaterskuespiller og instruktør

15. maj 1970
- Maria Lukyanovna Bieshu (1934-2012), operasangerinde (lyrisk-dramatisk sopran)

17. juni 1970
- Lydia Eduardovna Freimane (1920-1992), teaterskuespillerinde

26. juni 1970
- Baken Kydykeeva (1923-1993), teater- og filmskuespillerinde
- Ivan Aleksandrovich Lyubeznov (1909-1988), teater- og filmskuespiller

9. marts 1970
- Violetta Trofimovna Bovt (1927-1995), balletdanser[51]
- Stepan Agabekovich Kevorkov (1903-1991), filminstruktør
- Klavdiya Kuzminichna Kudryasheva (1925-2012), operasangerinde (mezzosopran)

18. september 1970
- Virgilius Noreika (1935—2018), operasanger (tenor)

23. september 1970
- Georgij Vasilievitj Sviridov (1915-1998), komponist

29. september 1970
- Alexey Nikolaevich Ermolaev (1910-1975), balletdanser, koreograf, lærer [41] [51]

20. oktober 1970
- Lydia Nikolaevna Knyazeva (1925-1987), teater- og filmskuespillerinde
- Valentina Aleksandrovna Sperantova (1904-1978), teater- og filmskuespillerinde

21. oktober 1970
- Evgeny Yakovlevich Diordiev (1912-1985), teaterskuespiller og instruktør, filmskuespiller
- Sabira Maykanova (1914-1994), teaterskuespillerinde

5. november 1970
- Vladimir Pavlovich Burmeister (1904-1971), koreograf [14] [51] [52]

17. november 1970
- Alexander Grigorievich Harutyunyan (1920—2012), komponist [38]

11. december 1970
- Marger Ottovich Zarin (1910-1993), komponist

29. december 1970
- Vladimir Arkadyevich Kandelaki (1908-1994), operasanger (bas-baryton) og instruktør

### 1971 (20 personer)
11. januar 1971
- Lidia Ivanovna Krupenina (Grevtsova) (1928—2016), balletdanser [51]

27. januar 1971
- Yuri Vladimirovich Durov (1910-1971), cirkusartist, træner

3. marts 1971
- Isaac (Dodo) Konstantinovich Antadze (1900-1978), teaterskuespiller og instruktør
- Vladimir Iosifovich Dedyushko (1905-1973), teater- og filmskuespiller

5. april 1971
- Ata Durdyev (1910-1981), teater- og filmskuespiller

27. april 1971
- Arkady Evgenievich Gashinsky (1920-1991), teaterskuespiller
- Rachya Nikitovich Kaplanyan (1923-1988), teaterdirektør

13. maj 1971
- Mikhail Prokopyevich Kuznetsov (1913-1995), teater- og filmskuespiller

14. maj 1971
- Klavdia Ivanovna Shulzhenko (1906-1984), popsangerinde

4. juni 1971
- Arno Harutyunovich Babajanyan (1921-1983), komponist [38]

6. juli 1971
- Akhmad Babakulov (1931-1990), operasanger (tenor)

16. juli 1971
- Alexander Vasilyevich Rybnov (1906-1992), kordirigent

08. maj 1971
- Mikhail Aleksandrovich Kirillov (1900-1971), teaterskuespiller og instruktør

12. august 1971
- Nikolaj Ivanovitj Rysjov (1900-1986), skuespiller

31. august 1971
- Anatoly Nikolaevich Alexandrov (1888-1982), komponist, pianist, musikpædagog[19]

10. september 1971
- Maria Petrovna Maksakova (1902-1974), operasangerinde (mezzosopran)

28. september 1971
- Erasm Aleksandrovich Karamyan (1912-1985), filminstruktør

29. september 1971
- Alexander Alexandrovich Kasyanov (1891-1982), komponist, lærer [7]

22. oktober 1971
- Elizaveta Georgievna Alekseeva (Alekseeva-Shikanova) (1901-1972), teaterskuespillerinde
- Cecilia Lvovna Mansurova-Sheremeteva (Wollerstein) (1896-1976), teater- og filmskuespillerinde [82]

### 1972 (12 personer)
3. februar 1972
- Timofej Vasiljevitj Levtjuk (1912-1998), filminstruktør

- Natalya Mikhailovna Burmistrova (1918-2008), teaterskuespillerinde

6. juni 1972
- Tatjana Ivanovna Peltzer (1904-1992), teater- og filmskuespillerinde

10. juli 1972
- Kirill Petrovich Kondrashin (1914-1981), dirigent

4. august 1972
- Boris Emmanuilovich Khaikin (1904-1978), dirigent

11. august 1972
- Igor Olegovich Gorbatjov (1927-2003), teaterskuespiller og instruktør, filmskuespiller
- Kirill Yurievich Lavrov (1925-2007), teater- og filmskuespiller

4. oktober 1972
- Leonid Semyonovich Tarabarinov (1928-2008), teater- og filmskuespiller

17. november 1972
- Nadezhda Petrovna Dotsenko (1914-1994), teaterskuespillerinde

29. november 1972
- Arus Harutyunovna Asryan (1904-1987), teaterskuespillerinde
- Babken Pogosovich Nersesyan (1917-1986), teater- og filmskuespiller
- Andrey Yakovlevich Shtogarenko (1902-1992), komponist, lærer

### 1973 (22 personer)
5. januar 1973
- Raisa Mikhailovna Sergienko (1925-1987), operasangerinde (lyrisk-dramatisk sopran)

25. januar 1973
- Alexander Alexandrovich Khanov (1904-1983), teaterskuespiller [16]

30. marts 1973
- Lyudmila Georgievna Zykina (1929—2009), sanger

13. april 1973
- Yuri Nikolaevich Grigorovich (f. 1927), balletdanser, koreograf [44] [51]
- Bernarda Rakhimovna Karieva (f. 1936), ballerina

8. juni 1973
- Zaytuna Islamovna Bikbulatova (1908-1992), teaterskuespillerinde
- Alfred Ignatovich Yaunushan (1919-2008), teaterskuespiller og instruktør

26. juli 1973
- Sultan Hajibeyov (1919-1974), komponist [83]

15. august 1973
- Tamara Andreevna Milashkina (1934—2024), operasangerinde

14. september 1973
- Efim Zakharovich Kopelyan (1912-1975), teater- og filmskuespiller

18. september 1973
- Juozas Miltinis (1907–1994), teaterdirektør

26. september 1973
- Vladimir Viktorovich Vasiliev (f. 1940), balletdanser og koreograf [14] [52]
- Ekaterina Sergeevna Maksimova (1939—2009), ballerina [51] [84]

5. oktober 1973
- Anatoly Dmitrievich Papanov (1922-1987), teater- og filmskuespiller
- Viktor Ivanovich Khokhryakov (1913-1986), teater- og filmskuespiller

24. oktober 1973
- Andrey Aleksandrovich Prisyazhnyuk (1912-1982), teaterskuespiller

30. november 1973
- Velta Martynovna Line (1923-2012), teater- og filmskuespillerinde
- Nina Ivanovna Menovshchikova (1934—2022), ballerina [51]

17. december 1973
- Muslim Magometovitj Magomajev (1942-2008), opera- og popsanger (baryton), solist ved Aserbajdsjanske Statsakademiske Opera- og Balletteater opkaldt efter. M. F. Akhundova [11] [85]

27. december 1973
- Sofya Nikolaevna Golovkina (1915-2004), ballerina og lærer [51] [86]

30. december 1973
- Yuri Vladimirovich Nikulin (1921-1997), cirkusartist, filmskuespiller [80]
- Yuri Vladimirovich Solovyov (1940-1977), balletdanser [51]

### 1974 (25 personer)
15. februar 1974
- Malika Sabirova (1942-1982), ballerina

13. marts 1974
- Evgeny Semyonovich Matveev (1922-2003), teater- og filmskuespiller, filminstruktør
- Nonna Viktorovna Mordyukova (1925-2008), filmskuespillerinde [46]

23. marts 1974
- Domnikia Timofeevna Darienko (1919-2010), teaterskuespiller [87]

5. april 1974
- David Melkumovich Malyan (1904-1976), teater- og filmskuespiller

10. april 1974
- Vladislav Ignatievich Strzhelchik (1921-1995), teater- og filmskuespiller

31. maj 1974
- Lydia Nikolaevna Smirnova (1913-2007), teater- og filmskuespillerinde

5. juli 1974
- Galina Aleksandrovna Kovaleva (1932-1995), operasangerinde (colloratura sopran) [50]

11. juli 1974
- Dagestanly (Ismail Yusuf ogly Gadzhiev-Dagestanly) (1907-1980), teaterskuespiller

1. august 1974
- Ismail Osman oglu Osmanli (1902-1978), teater- og filmskuespiller

6. august 1974
- Makhmud Esambaev (1924-2000), danser

7. august 1974
- Mehdi Mamedov (1918–1985), teaterdirektør

13. august 1974
- Stanislav Iosifovich Rostotsky (1922-2001), filminstruktør
- Otar Vasilievich Taktakishvili (1924-1989), komponist
- Vyacheslav Vasilyevich Tikhonov (1928-2009), filmskuespiller

30. august 1974
- Georgy Pavlovich Menglet (1912-2001), teater- og filmskuespiller

2. oktober 1974
- Karlis Sebris (1914-2009), teater- og filmskuespiller

17. oktober 1974
- Valentin Nikolaevich Pluchek (1909-2002), teaterinstruktør, skuespiller [43]

4. november 1974 i forbindelse med Maly Teatrets 150 års jubilæum
- Evgeny Valerianovich Samoilov (1912-2006), teater- og filmskuespiller
- Innokenty Mikhailovich Smoktunovsky (1925-1994), teater- og filmskuespiller

6. november 1974
- Ninel Aleksandrovna Kurgapkina (1929-2009), balletdanser [51]

29. november 1974
- Nikolai Nikolaevich Volchkov (1910-2003?), teaterkunstner

27. december 1974
- Yuri Petrovich Kiselev (1914-1996), teaterskuespiller og instruktør
- Bruno Arturovich Freundlich (1909-2002), teater- og filmskuespiller

- Donatas Banionis (1924—2014), teater- og filmskuespiller

### 1975 (19 personer)
30. januar 1975
- Marina Timofeevna Semyonova (1908—2010), ballerina
- Anatoly Borisovich Solovyanenko (1932-1999), operasanger, tenor

7. marts 1975
- Vladimir Mikhailovich Zeldin (1915-2016), teater- og filmskuespiller
- Lyudmila Ivanovna Kasatkina (1925-2012), teater- og filmskuespillerinde

28. marts 1975
- Ivan Nikitovich Marin (eller Nikitich; 1905-1983), teater- og filmskuespiller
- Ivan Fedorovich Pereverzev (1914-1978), teater- og filmskuespiller

2. april 1975
- Diana Ignatievna Petrinenko (1930-2018), sangerinde (lyrisk-coloratura sopran)
- Fjodor Ivanovich Shmakov (1917-2009), teater- og filmskuespiller

29. april 1975
- Dmitry Yakovlevich Pokrass (1899-1978), komponist

10. juli 1975
- Evgeny Rubenovich Simonov (1925-1994), teaterdirektør

4. september 1975
- Matvey Isaakovich Blanter (1903-1990), komponist
- Maya (Medeniet) Shakhberdiyeva (1930-2018), operasangerinde (koloratursopran)

18. september 1975
- Konstantin Iraklievich Massalitinov (1905-1979), komponist, kordirigent

3. oktober 1975
- Natalya Ilyinichna Sats (1903-1993), teaterdirektør

7. oktober 1975
- Mikhail Alekseevitj Kulikovskij (1906-1996), teaterskuespiller og instruktør

13. november 1975
- Yuri Vasilievich Silantiev (1919-1983), dirigent, komponist

26. november 1975
- Fuad Ibrahimovich Khalitov (1909-1981), teaterskuespiller

8. december 1975
18. december 1975
- Yuri Evgenievich Yarvet (1919-1995), teater- og filmskuespiller

### 1976 (44 personer)
14. januar 1976
- Elza Yanovna Radzinya (1917-2005), teater- og filmskuespillerinde

15. januar 1976
- Alexey Konstantinovich Urgalkin (1910-1981), teaterskuespiller

28. april 1976
- Dmitry Alexandrovich Aleksidze (1910-1984), teaterdirektør

21. maj 1976
- Isidor Arkadyevich Zak (1909-1998), dirigent

25. maj 1976 i forbindelse med 200 års jubilæet for Statens Akademiske Bolsjojteater
- Vladimir Andreevich Atlantov (f. 1939), operasanger (lyrisk-dramatisk tenor ) [38]
- Natalya Igorevna Bessmertnova (1941—2008), ballerina [51] [88]
- Alexander Filippovich Vedernikov (1927—2018), operasanger (bas) [89]
- Vera Georgievna Dulova (1909-2000), harpist
- Marina Viktorovna Kondratieva (f. 1934), ballerina [51]
- Mikhail Leonidovich Lavrovsky (f. 1941), balletdanser, koreograf [51]
- Maris-Rudolf Eduardovich Liepa (1936-1989), balletdanser [51]
- Yuri Antonovich Mazurok (1931-2006), operasanger (baryton)
- Asaf Mikhailovich Messerer (1903-1992), balletdanser, lærer og koreograf [51]
- Evgeniy Evgenievich Nesterenko (1938-2021), operasanger (bas)
- Elena Vasilievna Obraztsova (1939-2015), operasangerinde (mezzosopran)
- Gennady Nikolaevich Rozhdestvensky (1931—2018), dirigent [90]
- Nikolai Borisovich Fadeechev (1933—2020), balletdanser, lærer [91]
- Arthur Arturovich Eisen (1927-2008), operasanger (bas)

15. juni 1976
- Pyotr Grigorievich Loboda (1907-1979), teaterskuespiller

- Gafar Rustamovich Valamat-Zade (1916-1993), balletdanser, koreograf

10. august 1976
11. august 1976
- Arvid Krishevich Jansons (1914-1984), dirigent

19.08.1976
- Mikhail Grigorievich Vodyanoy (1924-1987), operettekunstner, filmskuespiller

30. september 1976
- Sergei Aleksandrovich Lunkevich (1934-1995), dirigent, violinist, komponist

12. oktober 1976
- Oleg Nikolaevich Efremov (1927-2000), skuespiller og teater- og filminstruktør
- Yuri Vasilievich Yakovlev (1928-2013), teater- og filmskuespiller

13. december 1976
- Tamara Grigorievna Alyoshina-Alexandrova (1928-1996), operasangerinde (mezzosopran)

17. december 1976
- Nikolai Fedorovich Manoilo (1927-1998), operasanger (baryton)
- Anatoly Yurievich Mokrenko (1933—2020), operasanger (baryton)
- Nonna Andreevna Surzhina (f. 1937), operasangerinde (mezzosopran)

29. december 1976
- Alexey Vladimirovich Batalov (1928—2017), teater- og filmskuespiller
- Irina Petrovna Bogacheva (1939-2019), operasangerinde (mezzosopran)
- Sergei Vasilievich Vikulov (f. 1937), balletdanser, koreograf [51]
- Asankhan Dzhumakhmatov (1923-2008), dirigent
- Lev Aleksandrovich Kulidzhanov (1924-2002), filminstruktør
- Bulat Abdullaevich Minzhilkiev (1940-1997), operasanger (bas)
- Alexander Grigorievich Murin (1917-1992), kordirigent
- Maria Nikolaevna Stepanova (1916-1983), teater- og filmskuespillerinde
- Efim Yulievich Uchitel (1913-1988), instruktør og kameramand af dokumentarfilm

30. december 1976
- Lyudmila Vasilievna Erofeeva (1937-2003), operasangerinde (lyrisk-koloratura sopran)
- Karlis Karlovich Zarins (1930—2015), sanger (dramatisk tenor)

31. december 1976
- Medea Petrovna Amiranashvili (1930-2023), operasanger (lyrisk sopran) [19]
- Aserbajdsjan Madievich Mambetov (1932-2009), teaterdirektør
- Lamara Grigorievna Chkonia (f. 1930), operasanger (lyrisk-koloratursopran)

### 1977 (28 personer)
14. januar 1977
- Niyole Ambrazaityte (1939–2016), operasanger (mezzosopran)
- Svetlana Filippovna Danilyuk (1939-2003), operasangerinde (mezzosopran)
- Lutfiya Rashidzhanovna Kabirova (1932-2013), operasangerinde (sopran) [92]
- Tiiu Randviir (Telp) (f. 1938), ballerina

5. januar 1976
- Jurij Nikolaevitj Ozerov (1921-2001), filminstruktør

20. januar 1977
- Lutfiyar Imanov (1928—2008), operasanger (dramatisk tenor)

25. januar 1977
- Mihran Armenakovich Erkat (1921-1986), operasanger (baryton)

2. marts 1977
- Nina Afanasyevna Sazonova (1917-2004), teater- og filmskuespillerinde

- Alexander Dmitrievich Gai (1914-2000), teater- og filmskuespiller
- Mikhail Semyonovich Godenko (1919-1991), balletdanser, koreograf

15. juni 1977
- Zakir Mukhamedzhanov (1921-2012), teater- og filmskuespiller [93]

23. juni 1977
- Grigory Yeghiazarovich Yeghiazaryan (1908-1988), komponist
- Vera Aleksandrovna Ershova (1917–2006), teaterskuespillerinde

29. juni 1977
21. juli 1977
10. august 1977
- Veronica Borisovna Dudarova (1916—2009), dirigent

18. august 1977
- Lyudmila Iosifovna Makarova (1921-2014), teaterkunstner
- Voldemar Hansovich Panso (1920-1977), teaterskuespiller og instruktør, filmskuespiller

- Fyodor Grigorievich Vereshchagin (1910-1996), teaterdirektør

31. august 1977
- Andrey Aleksandrovich Goncharov (1918-2001), teaterinstruktør, teaterlærer [44]

16. september 1977
- Shaukat Khasanovich Biktemirov (1928-2012), teaterkunstner

22. september 1977
- Arkady Ivanovich Arkadyev (Kuderko) (1907-1993), teaterskuespiller og instruktør, filmskuespiller

20. oktober 1977
- Alexander Borisovich Stolper (1907-1979), filminstruktør, filmdramatiker

- Konstantin Petrovich Stepankov (1928-2004), teater- og filmskuespiller

- Erast Pavlovich Garin (1902-1980), teaterskuespiller og instruktør, filmskuespiller [94]

10. november 1977
- Stefan Vasilievich Turchak (1938-1988), dirigent

30. november 1977
30. december 1977
- Dilbar Gulyamovna Abdurakhmanova (1936—2018), dirigent

### 1978 (21 personer)
24. januar 1978
- Evgeny Pavlovich Leonov (1926-1994), teater- og filmskuespiller
- Elena Alekseevna Fadeeva (1914-1999), teater- og filmskuespillerinde
- Tatyana Ivanovna Shmyga (1928-2011), operettekunstner, filmskuespillerinde

22. februar 1978
- Vladimir Akimovich Kurochkin (1922-2002), skuespiller og operetteinstruktør

24. februar 1978
- Igor Petrovich Vladimirov (1919-1999), skuespiller, instruktør
- Valery Petrovich Kovtun (1944-2005), balletdanser
- Rostislav Ivanovich Yankovsky (1930-2016), teater- og filmskuespiller

10. marts 1978
- Olga Vasilievna Bardina (1932-2001), operasangerinde (lyrisk-dramatisk sopran) [95]
- Yuri Lazarevich Popov (1929—2013), operasanger (dramatisk baryton) [96]

18. april 1978
- Tanho Selimovich Izrailov (1918-1981), balletdanser, koreograf
- Helmer-Rainer Sinisalo (1920–1989), komponist

5. maj 1978
- Elina Avraamovna Bystritskaya (1928-2019), teater- og filmskuespillerinde [14] [52]
- Rufina Dmitrievna Nifontova (1931-1994), teater- og filmskuespillerinde

6. maj 1978
- Henrikas Vancevicius (1924–2014), teaterchef
- Rauf Gadzhiev (1922-1995), komponist

9. juni 1978
- Suren Isaakovich Babloev (1918-1979), kordirigent

16. juni 1978
- Ada Nikolaevna Rogovtseva (f. 1937), teater- og filmskuespillerinde [97]

21. juni 1978
- Nikolai Kondratyevich Kondratyuk (1931-2006), opera- og popsanger (baryton) [22]

- Oleg Ivanovich Borisov (1929-1994), teater- og filmskuespiller [52]

22. november 1978
- Ohannes Harutjunovitj Tjekidsjjan (f. 1928), kordirigent

- Mikhail Filippovich Mansurov (1916-1993), teaterskuespiller

### 1979 (25 personer)
23. januar 1979
- Pavel Petrovich Kadochnikov (1915-1988), teater- og filmskuespiller, instruktør

7. februar 1979
- Jurabek Murodov (f. 1942), popsanger (tenor), rubab -spiller

6. marts 1979
- Margarita Arturovna Voytes (f. 1936), operasangerinde (koloratursopran)
- Dmitry Nikolaevich Zhuravlev (1900-1991), popartist, læser
- Konstantin Agaparonovich Orbelyan (1928—2014), komponist, dirigent

3. april 1979
- Platon Illarionovich Mayboroda (1918-1989), komponist

26. april 1979
- Alexander Ivanovich Medvedkin (1900-1989), filminstruktør, filmdramatiker

11. maj 1979
- Dmitry Mikhailovich Tsyganov (1903-1992), violinist

16. maj 1979
- Ramazan Salikovich Bapov (1947—2014), balletdanser
- Sergei Nikolaevich Plotnikov (1909-1990), teater- og filmskuespiller
- Tsisana Bezhanovna Tatishvili (1937—2017), operasangerinde (sopran)

31. maj 1979
- Alexandra Vasilievna Prokoshina (1918—2005 [98] ), sangerinde (sopran)

9. juli 1979
- Edwardas Stasevich Kanyava (f. 1937), operasanger (baryton)

23. august 1979
- Vladimir Aleksandrovich Volzhansky (1917-1983), cirkusartist (akrobat, tightrope walker)

29. september 1979
- Yuldash Agzamov (1909-1985), filminstruktør

10. oktober 1979
- Kaly Moldobasanov (1929—2006), komponist, dirigent
- Gunar Alfredovich Tsilinsky (1931-1992), teaterskuespiller og instruktør, filmskuespiller, filminstruktør

26. oktober 1979
- Adolf Petrovich Skulte (1909-2000), komponist

11. november 1979
- Grigory Davidovich Lordkipanidze (1927-2013), teater- og filminstruktør

29. november 1979
- Dmitry Nikolaevich Smolich (1919-1987), teaterinstruktør [26]

3. december 1979
- Lev Nikolaevich Venediktov (1924—2017), kordirigent
- Yaroslav Antonovich Voshchak (1921-1989), dirigent
- Zurab Lavrentievich Sotkilava (1937—2017), operasanger (tenor)

7. december 1979
- Vladimir Grigorievich Gripich (1923-2005), teaterdirektør
- Otar Vakhtangovich Megvinetukhutsesi (1932-2013), teater- og filmskuespiller [99]

## 1980-1991 (324 personer)

### 1980 (33 personer)
30. januar 1980
- Eduardas Balsis (1919–1984), komponist

31. januar 1980
- Hendrik Arsenievich Krumm (1934-1989), operasanger (lyrisk-dramatisk tenor)
- Tatyana Alekseevna Tayakina (1951—2023), ballerina

14. februar 1980
- Khakim Karimovich Zaripov (1924-2023), cirkusartist (rytter), filmskuespiller
- Nikolai Leonidovich Olkhovikov (1922-1987), cirkusartist (rytter og jonglør)
- Vladimir Oskal-Ool (1920-1999), cirkusartist (jonglør og tightroper)
- Vasily Yakovlevich Tretyak (1926-1989), operasanger (tenor)
- Galina Afanasyevna Tuftina (1933-2007), operasangerinde (mezzosopran)

21. februar 1980
- Georgy Stepanovich Zhzhenov (1915-2005), teater- og filmskuespiller

28. februar 1980
- Vladimir Yakovlevich Samoilov (1924-1999), teater- og filmskuespiller

30. februar 1980
- Vladimir Yakovlevich Samoilov (1924-1999), teater- og filmskuespiller

16. april 1980
- Lydia Vladimirovna Mosolova (1918-1996), teaterskuespillerinde
- Pyotr Lvovich Monastyrsky (1915-2013), teaterdirektør

11. juni 1980
- Galina Klimentyevna Makarova (1919-1993), teaterkunstner

17. juni 1980
- Gabdulla Ruhullovich Shamukov (1909-1981), skuespiller

20. juni 1980
- Vera Kuzminichna Kuzmina (1923-2021), teaterskuespillerinde

28. juli 1980
- Juozas Domarkas (f. 1936), dirigent[25]
- Arif Dzhangirovich Melikov (1933—2019), komponist [25]

5. august 1980
- Vyacheslav Aleksandrovich Grinchenko (1938-1998), operasanger (bas)[100]

13. august 1980
- Saulius Sondeckis (1928—2016), dirigent

3. september 1980
- Vsevolod Semyonovich Yakut (1912-1991), teater- og filmskuespiller

5. september 1980
- Tengiz Evgenievich Abuladze (1924-1994), filminstruktør [19] [72]
- Ivan Ivanovich Solovyov (1910-1982), teater- og filmskuespiller
- Revaz Davidovitj Tjkheidze (1926-2015), filminstruktør

8. oktober 1980
- Glafira Petrovna Sidorova (1922—2019), teaterskuespillerinde

23. oktober 1980
- Andrey Pavlovich Petrov (1930—2006), komponist

3. november 1980
- Khoren Babkenovich Abrahamyan (1930-2004), teater- og filmskuespiller, teaterinstruktør [72]

17. november 1980
- Nina Konstantinovna Meshko (1917-2008), kordirigent
- Zeinab Khanlarova (f. 1936), operasanger (sopran), mugham performer

9. december 1980
- Vladimir Ivanovich Fedoseev (f. 1932), dirigent

23. december 1980
- Olga Sergeevna Vysotskaya (1906-2000), taler for All-Union Radio
- Yuri Borisovich Levitan (1914-1983), taler for All-Union Radio

### 1981 (35 personer)
13. januar 1981
- Metaxia Migranovna Simonyan (1926-1987), teaterskuespillerinde
- Zoya Georgievna Spirina (1926-1986), skuespillerinde

14. januar 1981
- Shukhrat Salikhovich Abbasov (1931-2018), filminstruktør og manuskriptforfatter
- Nina Sergeevna Isakova (f. 1928), operasangerinde (mezzosopran)

25. februar 1981
- Alisa Brunovna Freindlikh (f. 1934), teater- og filmskuespillerinde

13. marts 1981
- Yuri Ivanovich Simonov (f. 1941), dirigent

13. april 1981
- Gaziza Akhmetovna Zhubanova (1927-1993), komponist
- Erkegali Rakhmadievich Rakhmadiev (1932-2013), komponist

29. maj 1981
- Kim Ivanovich Bazarsadaev (1937-2002), operasanger (bas) [38]
- Edward Mikhailovich Mirzoyan (1921-2012), komponist

8. juni 1981
- Grigory Naumovich Chukhrai (1921-2001), filminstruktør, manuskriptforfatter

11. juni 1981
- Vladimir Mikhailovich Morozov (1933-2002), operasanger (bas)
- Yuri Khatuevich Temirkanov (1938—2023), dirigent [101]

16. juli 1981
- Richard Petrovich Glazup (1920-1993), dirigent

11. august 1981
- Nikolai Alekseevich Slichenko (1934—2021), skuespiller og instruktør [102]

18. august 1981
- Suimenkul Chokmorov (1939-1992), teater- og filmskuespiller

27. august 1981
- Maria Nikolaevna Mordasova (1915-1997), sangerinde, performer af folkesange

28. august 1981
- Lev Viktorovich Golovanov (1926—2015), danser

2. september 1981
- Rodion Konstantinovich Shchedrin (f. 1932), komponist
- Andrey Yakovlevich Eshpai (1925—2015), komponist

9. september 1981
- Mikhail Nikolaevitj Zimin (1930-1991), teater- og filmskuespiller

11. september 1981
- Vladimir Kozmovich Kurbet (1930-2017), koreograf, koreograf

15. september 1981
- Yulia Ippolitovna Solntseva (1901-1989), filmskuespillerinde, filminstruktør

16. september 1981
- Murad Magomedovich Kazhlaev (1931-2023), komponist, dirigent

12. oktober 1981
- Aisulu Tokombaeva (f. 1947), ballerina

22. oktober 1981
- Boris Mikhailovich Tenin (1905-1990), teater- og filmskuespiller

23. oktober 1981
- Sabira Atayeva (1917-1993), teater- og filmskuespillerinde
- Anu Kaal (f. 1940), operasanger (lyrisk-koloratursopran)

4. november 1981
- Valentina Aleksandrovna Ermakova (1924-2003), teater- og filmskuespillerinde, teaterlærer [103]

5. november 1981
- Sergei Konstantinovich Tikhonov (1921-1992), skuespiller

18. november 1981
- Mikhail Ivanovich Tumanishvili (1921-1996), teaterdirektør

26. november 1981
- Tatyana Vasilievna Doronina (f. 1933), skuespillerinde og teaterinstruktør, filmskuespillerinde

27. november 1981
- Ramaz Grigorievich Chkhikvadze (1928-2011), teater- og filmskuespiller

2. december 1981
- Ljudmila Tjursina (f. 1941), teater- og filmskuespillerinde

7. december 1981
- Pjotr Petrovitj Glebov (1915-2000), teater- og filmskuespiller

### 1982 (21 personer)
7. januar 1982
- Виктор Павлович Тарасов (1934—2006), актёр

21. januar 1982
- Sharakh Abzagovich Pachalia (1914-2000), teaterinstruktør, skuespiller, dramatiker
- Mikhail Dmitrievich Chubinidze (1910-2006), teater- og filmskuespiller

17. februar 1982
- Sholpan Isabekovna Dzhandarbekova (1922-2005), teaterskuespillerinde
- Alexander Yanovich Lemberg (1921-1985), koreograf
- Idris Nogaibaev (1931-1989), teaterskuespiller

6. april 1982
- Nikolai Alekseevich Levitsky (1911-1982), instruktør af populærvidenskabelige film

28. april 1982
- Harutyun Amayakovich Hakobyan (1918-2005), popartist, tryllekunstner-manipulator [19] [72]
- Valentina Mikhailovna Leontyeva (1923-2007), tv-vært, tv-omtaler

30. april 1982
- Tamara Ilyinichna Sinyavskaya (f. 1943), sangerinde (mezzosopran)

8. juni 1982
- Cholponbek Bazarbayev (1949-2002), balletdanser

19. juli 1982
- Ivan Gerasimovich Lapikov (1922-1993), teater- og filmskuespiller

21. juli 1982
- Zagir Garipovich Ismagilov (1917-2003), komponist

6. august 1982
- Genrikh Surenovich Malyan (1925-1988), filminstruktør, manuskriptforfatter

10. august 1982
- Evgeniy Tikhonovich Raikov (1937-2010), operasanger (lyrisk-dramatisk tenor)

11. august 1982
- Vladimir Vladimirovich Kenigson (1907-1986), teater- og filmskuespiller

12. august 1982
- Nina Vasilievna Mamaeva (1923-2001), teaterskuespiller [104]

18. august 1982
- Irakli Luarsabovich Andronikov (1908-1990), forfatter, læser [19] [72]

19. august 1982
- Vladimir Pavlovich Andrianov (1906-1985), teaterskuespiller

1. september 1982
- Robert Robertovich Sturua (f. 1938), teaterdirektør

10. december 1982
- Rem Fedorovich Lebedev (1928-1988), teater- og filmkunstner

### 1983 (25 personer)
5. januar 1983
- Alexander Alexandrovich Alov (1923-1983), filminstruktør, filmdramatiker [19] [72]
- Vladimir Naumovich Naumov (1927—2021), filminstruktør

6. januar 1983
- Ruben Sergeevich Agamirzyan (1922-1991), teaterinstruktør [72]

22. februar 1983
- Anatoly Timofeevich Avdievsky (1933—2016), kordirigent

23. februar 1983
- Evgeny Aleksandrovich Evstigneev (1926-1992), teater- og filmskuespiller
- Tatyana Petrovna Nikolaeva (Tarasevich-Nikolaeva) (1924-1993), pianist, komponist

24. februar 1983
- Arvid Yanovich Zhilinsky (Zhilinskis) (1905-1993), komponist

24. marts 1983
- Frunze Vaginakovich Dovlatyan (1927-1997), filminstruktør, filmskuespiller
- Vladislav Ivanovich Piavko (1941—2020), operasanger (tenor)

31. maj 1983
- Nikita Vladimirovich Bogoslovsky (1913-2004), komponist

10. juni 1983
- Anatoly Ivanovich Kocherga (f. 1949), operasanger (bas)

27. juni 1983
- Baudorzha Bazarovich Yampilov (1916-1989), komponist

1. juli 1983 i forbindelse med 200 års jubilæet for Leningrad Opera- og Balletteater
- Gabriela Trofimovna Komleva (f. 1938), balletdanser, koreograf [51]
- Askold Anatolyevich Makarov (1925-2000), balletdanser, koreograf [51]
- Olga Nikolaevna Moiseeva (1928—2021), ballerina, koreograf [51]
- Nikolai Petrovich Okhotnikov (1937-2017), sanger (bas)
- Vladilen Grigorievich Semenov (f. 1932), balletdanser, koreograf [51]
- Alla Ivanovna Sizova (1939—2014), balletdanser [51]
- Lyudmila Pavlovna Filatova (f. 1935), operasangerinde (mezzosopran)

31. juli 1983
- Oleg Mikhailovich Vinogradov (f. 1937), koreograf [51]

17. august 1983
- Lyudmila Markovna Gurchenko (1935-2011), teater- og filmskuespillerinde, popsangerinde

14. oktober 1983
- Vladimir Pavlovich Basov (1923-1987), filminstruktør, skuespiller [72]

27. oktober 1983
- Nani Georgievna Bregvadze (f. 1938), popsangerinde [105]

30. november 1983
- Mikhail Andreevich Gluzsky (1918-2001), teater- og filmskuespiller
- Valery Grigorievich Egudin (1937-2007), operasanger (tenor)

### 1984 (25 personer)
18. januar 1984
- Mazol Yashuvaevna Kolontarova (f. 1950), ballerina
- Frunzik Mkrtchyan (1930-1993), sovjetisk og armensk teater- og filmskuespiller.

27. april 1984
- Evgeny Aleksandrovich Glebov (1929-2000), komponist [106]

29. april 1984
- Nurgisa Tlendiev (1925-1998), dirigent, komponist

3. maj 1984
- Mikhail Ermolaevich Volontir (1934-2015), teater- og filmkunstner

22. juni 1984
- Viktor Ivanovitj Korsjunov (1929—2015), teater- og filmskuespiller [107] [108]
- Alexandra Nikolaevna Pakhmutova (f. 1929), komponist
- Serafim Sergeevich Tulikov (1914—2004), komponist

25. juli 1984
- Eldar Aleksandrovitj Rjazanov (1927—2015), filminstruktør

2. august 1984
- Vladimir Abramovitj Etusj (1922-2019), teater- og filmskuespiller, teaterlærer

6. august 1984
- Marcel Khakimovitj Salimzjanov (1934-2002), teaterdirektør

8. august 1984
9. august 1984
- Kunduz Mirkarimova (1925—2019), instruktør og koreograf

15. august 1984
- Alexander Nikolaevich Kholminov (1925—2015), komponist [109]

26. september 1984
- Tatyana Mikhailovna Lioznova (1924—2011), filminstruktør

5. oktober 1984
- Joakim Georgievich Sharoev (1930-2000), teaterinstruktør og lærer

10. oktober 1984
- Alexey Boktaevich Chyrgal-ool (1924-1989), komponist

11. oktober 1984
- Nikolaj Mikhailovitj Salamov (1922-2003), skuespiller

12. oktober 1984
- Svetlana Dzantemirovna Adyrkhaeva (1938—2023), ballerina [72]

30. november 1984
- Oleg Valerianovitj Basilasjvili (f. 1934), teater- og filmskuespiller [72]

13. december 1984
- Vjatjeslav Mikhailovitj Gordejev (f. 1948), balletdanser, koreograf [51]
- Dmitrij Georgievitj Kitajenko (f. 1940), dirigent
- Nadezhda Vasiljevna Pavlova (f. 1956), ballerina [51]

18. december 1984
- Khusein Mukhtarov (1938-2001), operasanger (bas)
- Toktonaly Seytaliev (1937-2021), operasanger (lyrisk tenor)

### 1985 (28 personer)
7. januar 1985
- Shamgon Kazhgaliev (1927—2015), dirigent
- Nikolai Aleksandrovich Mikheev (1923-1993), teaterskuespiller

28. januar 1985
- Juozas Domarkas (f. 1936), dirigent [25]
- Arif Dzhangirovich Melikov (1933—2019), komponist [25]

31. januar 1985
- Leonid Vasilievich Markov (1927-1991), teater- og filmskuespiller

6. februar 1985
- Armen Borisovich Dzhigarkhanyan (1935-2020), teater- og filmskuespiller

22. februar 1985
- Yuri Iosifovich Bogatikov (1932-2002), popsanger (baryton)

11. april 1985
- Baba Annanov (1934-1991), teaterdirektør, skuespiller

11. maj 1985
- Mikhail Ilyich Bushnov (1923—2014), teaterskuespiller
- Valentin Nikolaevich Elizariev (f. 1947), koreograf
- Arkady Markovich Savchenko (1936-2004), operasanger (baryton)

6. juni 1985
- Konstantin Ignatievich Adashevsky (1897-1987), teater- og filmskuespiller [110]
- Alexander Ivanovich Shchegolev (1913-1988), teaterskuespiller

12. juli 1985
- Sos Artashesovich Sarkisyan (1929-2013), teater- og filmskuespiller

18. juli 1985
- Regimantas Adomaitis (1937—2022), teater- og filmskuespiller [108]

7. august 1985
- Maria Yuryevna Stefiuk (f. 1948), operasangerinde (lyrisk-koloratursopran)

21. august 1985
- Valentin Sergeevich Levashov (1915-1994), komponist, kordirigent

22. august 1985
- Jurij Ivanovitj Kazakov (1924—2019), harmonikaspiller

2. september 1985
- Inna Vladimirovna Makarova (1926—2020), filmskuespillerinde

20. september 1985
- Dzhansug Ivanovich Kakhidze (1936-2002), dirigent
- Tolomush Okeyev (1935-2001), filminstruktør

4. oktober 1985
- Ivan Petrovitj Ivanov-Vano (1900-1987), animatorinstruktør

5. oktober 1985
18. oktober 1985
- Vladimir Aleksejevitj Andrejev (1930—2020), teater- og filmskuespiller[19]

25. oktober 1985
- Klara Stepanovna Luchko (1925-2005), teater- og filmskuespillerinde

5. november 1985
- Igor Alekseevich Shapovalov (1945—2020), balletdanser, koreograf [51]

6. november 1985
- Mark Grigorievich Fradkin (1914-1990), komponist

26. december 1985
- Vasily Semyonovich Lanovoy (1934-2021), teater- og filmskuespiller

### 1986 (23 personer)
22. januar 1986
- Imants Aleksandrovich Kokars (1921—2011), kordirigent [75]

30. januar 1986
- Dugarzhap Tsyrenovich Dashiev (1939-2003), operasanger (lyrisk-dramatisk tenor) [25]

18. februar 1986
- Marlen Martynovich Khutsiev (1925—2019), filminstruktør

19. februar 1986
- Georgy Nikolaevich Pantyukov (1922-1994), kordirigent [25]

28. februar 1986
- Vera Kuzminichna Vasilyeva (1925-2023), teater- og filmskuespillerinde [14] [52]

27. marts 1986
- Georgy Pavlovich Ansimov (1922-2015), opera- og operetteinstruktør [25] [38]

17. april 1986
- Vyacheslav Mikhailovich Nevinny (1934-2009), teater- og filmskuespiller

5. juni 1985
- Eri Klas (1939—2016), dirigent [25] [111]

12. juni 1985
- Edgar Sergeevich Oganesyan (1930-1998), komponist [25]

27. juni 1986
- Viktor Timofeevich Turov (1936-1996), filminstruktør

7. juli 1986
24. juli 1986
- Rustem Mukhametkhazeevich Yakhin (1921-1993), komponist, pianist [25]

31. juli 1986
- Alibek Musaevich Dnishev (f. 1951), operasanger (lyrisk tenor) [25]
- Margarita Sergeevna Drozdova (f. 1948), balletdanser [51]

27. august 1986
- Lyudmila Ivanovna Semenyaka (f. 1952), ballerina og lærer

28. august 1986
- Vaclovas Daunoras (1937—2020), operasanger (bas) [25]

26. september 1986
- Makvala Filimonovna Kasrashvili (f. 1942), sanger (lyrisk-dramatisk sopran) [25]

6. november 1986
- Nikolai Vasilievich Kutuzov (1926—2011), komponist, dirigent [25]
- Lyudmila Pavlovna Sakharova (1926-2012), balletdanser, lærer [51]

31. december 1986
- Zebo Amin-Zadeh (f. 1948), koreograf
- Vera Mikhailovna Baeva (f. 1936), sangerinde (lyric-coloratura sopran) [25]

### 1987 (15 personer)
12. februar 1987
- Anna Yakovlevna Pokidchenko (1926—2014), skuespillerinde

27. februar 1987
- Kuddus Khodzhamyarovich Kuzhamyarov (1918-1994), komponist [25]

26. marts 1987
- Evgeny Dmitrievich Doga (f. 1937), komponist
- Veljo Rikhovich Tormis (1930—2017), komponist [25]

2. april 1987
- Vera Aleksandrovna Garshtya (1927—2012), kordirigent [25]

17. april 1987
- Fjodor Savelyevich Khitruk (1917—2012), filminstruktør og animator

20. maj 1987
- Leonid Sergeevich Bronevoy (1928—2017), teater- og filmskuespiller [52]

27. maj 1987
- Igor Mikhailovich Luchenok (1938—2018), komponist [25]

18. juni 1987
- Mayagozel Aymedova (f. 1941), teater- og filmskuespillerinde

- Yuri Kuzmich Vladimirov (f. 1942), balletdanser og lærer [51]
- Nina Ivanovna Sorokina (1942—2011), ballerina [51]

6. august 1987
- Evgenia Nikandrovna Khanaeva (1921-1987), teater- og filmskuespillerinde

19. august 1987
- Viktor Viktorovich Tretyakov (f. 1946), violinist [25]

- Joseph Davydovich Kobzon (1937-2018), popsanger (baryton)

5. november 1987
- Leonid Anatolyevich Smetannikov (f. 1943), operasanger (baryton), lærer [25] [112]

### 1988 (33 personer)
12. januar 1988
- Oleg Pavlovich Tabakov (1935—2018), teater- og filmskuespiller, instruktør, teaterlærer

9. februar 1988
- Yuri Methodievich Solomin (1935-2024), teater- og filmskuespiller, instruktør [113]

14. februar 1988
- Valentina Pavlovna Kovel (1923-1997), teater- og filmskuespillerinde

4. marts 1988
- Sulkhan Fedorovich Tsintsadze (1925-1991), komponist [16] [25]

22. marts 1988
- Vladimir Dmitrievich Shevchenko (1946-2012), cirkusartist
- Lyudmila Alekseevna Shevchenko (f. 1945), cirkusartist

5. april 1988
- Igor Vasilievich Talankin (1927—2010), filminstruktør

11. april 1988
- Nikolai Nikolaevich Nekrasov (1932—2012), dirigent for orkestret af russiske folkeinstrumenter

12. april 1988
- Gia Alexandrovich Kancheli (1935—2019), komponist [25]

13. april 1988
- Hariy Yanovich Liepins (1927-1998), teaterkunstner

28. april 1988
- Stefania Mikhailovna Stanyuta (1905-2000), teater- og filmskuespillerinde

29. april 1988
- Estebes Tursunaliev (1931—2005), akyn -improvisator [25]

6. maj 1988
11. maj 1988
- Sofia Mikhailovna Rotaru (f. 1947), popsangerinde

13. maj 1988
- Khashim Gadoev (f. 1937), teaterskuespiller
- Anatoly Vasilyevich Molodov (1929—2017), kordirigent

22. juni 1988
- Fidan Kasimova (f. 1948), operasanger (sopran)

13. juli 1988
- Varduhi Karapetovna Varderesyan (1928-2015), teater- og filmskuespillerinde.

29. juli 1988
- Anegina Egorovna Ilyina-Dmitrieva (f. 1943), operasangerinde (mezzosopran) [25]

5. august 1988
- Igor Leonidovich Kirillov (1932—2021), taler [114]

8. august 1988
- Eldar Nikolaevitj Sjengelaja (f. 1933), filminstruktør

20. september 1988
- Mikhail Ivanovich Pugovkin (1923-2008), film- og teaterskuespiller

27. september 1988
- Oleg Aleksandrovich Strizhenov (f. 1929), teater- og filmskuespiller

11. oktober 1988
- Sergei Vladimirovich Danchenko (1937-2001), teaterdirektør

11. oktober 1988
- Vladimir Nikolaevich Minin (f. 1929), kordirigent [25]

13. oktober 1988
- Edita Stanislavovna Piekha (f. 1937), popsangerinde [25]

14. oktober 1988
- Lev Viktorovich Raskatov (1927-1993), teaterkunstner

25. oktober 1988
- Uldis Vilyumovich Zhagata (1928-2015), balletdanser, koreograf
- Liana Aleksandrovna Isakadze (f. 1946), violinist, dirigent

28. november 1988
- Sergei Nikolaevich Kolosov (1921-2012), filminstruktør, manuskriptforfatter [75]

29. november 1988
- Nikita Aleksandrovich Dolgushin (1938—2012), balletdanser, koreograf [51]
- Gisella Albertovna Tsipola (f. 1944), operasangerinde (sopran)

20. december 1988
- Lyudmila Vladimirovna Ermakova (1927-2008), kordirigent

### 1989 (25 personer)
31. marts 1989
- Evgeniy Vasilievich Malinin (1930-2001), pianist
- Nikolai Petrovich Rakov (1908-1990), komponist

5. juli 1989
- Nikolai Nikolaevich Eremenko (senior) (1926-2000), filmskuespiller

17. august 1989
- Eliso Konstantinovna Virsaladze (f. 1942), pianist
- Vladimir Vladimirovich Doveyko (1922-2002), cirkusartist, akrobat
- Natalya Yuryevna Durova (1934-2007), cirkusartist (træner)
- Yuri Mikhailovich Ermolaev (1932-2017), cirkusartist (hestetræner, rytter)
- Irbek Alibekovich Kantemirov (1928-2000), cirkusartist (rytter) [115]
- Valery Aleksandrovich Klimov (1931—2022), violinist
- Pavel Ivanovich Necheporenko (1916—2009), musiker (balalajka), lærer [116]
- Igor Davidovich Oistrakh (1931-2021), violinist
- Nikolai Vasilievich Sulak (1936-2003), sanger
- Samarbyubyu Toktakhunova (f. 1944), instrumentalist musiker
- Jan Abramovich Frenkel (1920-1989), komponist

18. august 1989
- Boris Borisovich Akimov (f. 1946), balletdanser [19]
- Leonid Iovich Gaidai (1923-1993), filminstruktør
- Evgeniy Yakovlevich Vesnik (1923-2009), teater- og filmskuespiller [117]
- Galina Borisovna Volchek (1933—2019), teaterinstruktør og skuespillerinde
- Georgy Nikolaevich Danelia (1930—2019), filminstruktør og manuskriptforfatter
- Zita Evgenievna Dreyere (Errs) (f. 1952), ballerina
- Mira Mikhailovna Koltsova (1938—2022), danser, koreograf
- Leonid Lazarevich Yasinovsky (1923-2003), teaterskuespiller

30. oktober 1989
- Leonid Ivanovich Gubanov (1928-2004), skuespiller fra Moskvas kunstteater

29. november 1989
- Viktor Sergeevich Popov (1934-2008), kordirigent, kunstnerisk leder af Big Children's Choir fra All-Union Radio and Central Television

1. december 1989
- Ilya Abramovich Fraz (1909-1994), filminstruktør

### 1990 (29 personer)
12. januar 1990
- Vil Vasilievich Golovko (1932-2015) - kunstnerisk leder (chefdirektør) for varieté- og cirkusstudiet "Sintez" i koncert- og underholdningsdirektoratet "Moskva" fra hoveddirektoratet for kultur i eksekutivkomiteen for Moskvas byråd for Folkets Stedfortrædere for store tjenester i udviklingen af sovjetisk kunst [118]
- Mikk Arnoldovitj Mikiver (1937-2006) - popskuespiller, instruktør, filmskuespiller, formand for bestyrelsen for Foreningen af Teaterarbejdere i Estiske SSR, for store tjenester i udviklingen af sovjetisk teaterkunst og frugtbare sociale aktiviteter[119]

28. februar 1990
- Lev Konstantinovitj Durov (1931-2015), direktør for Moskvas dramateater på Malaya Bronnaya, for gode tjenester i udviklingen af sovjetisk teaterkunst [120]
- Vladimir Teodorovitj Spivakov (f. 1944), violinist og dirigent, chefdirigent - kunstnerisk leder af State Chamber Orchestra "Moscow Virtuosi" fra All-Union Touring and Concert Association "Soyuzconcert", for store tjenester i udviklingen af sovjetisk musikkunst [121]

1. marts 1990
- Sydyk Mukhamedzhanov (1924-1991), komponist, for store tjenester i udviklingen af sovjetisk musikkunst og frugtbare sociale aktiviteter [122]

5. marts 1990
- Mstislav Mikhailovitj Zapashny (1938-2016), kunstner fra All-Union Creative Production Association of State Circus i USSR's Kulturministerium, for gode tjenester i udviklingen af sovjetisk cirkuskunst [123]

6. marts 1990
- Iya Sergeevna Savvina (1936-2011) - kunstner fra Moskvas kunstakademiske teater i USSR opkaldt efter A. P. Chekhov - scener i passagen af kunstteatret, for store tjenester i udviklingen af sovjetisk teaterkunst [124]

3. maj 1990
- Mikhail Abramovitj Schweitzer (1920-2000) - filminstruktør og producent af State Creative and Production Association "Mosfilm", for gode tjenester i udviklingen af sovjetisk biograf [125]

30. juni 1990
- Vladimir Vsevolodovitj Krainev (1944-2011) - pianist, solist fra Moscow State Philharmonic, for store tjenester i udviklingen af sovjetisk musikkunst [126]

2. juli 1990
- Nina Lvovna Dorliak (1908-1998) - kammersangerinde (sopran), professor ved Moskvas statskonservatorium opkaldt efter P. I. Tchaikovsky, for store tjenester i udviklingen af sovjetisk musikkunst [127]

5. juli 1990
- Alexander Ivanovitj Bilash (1931-2003), komponist, for store tjenester i udviklingen af sovjetisk musikkunst [128]
- Rolan Anatolyevitj Bykov (1929-1998) - teater- og filmskuespiller, filminstruktør, for gode tjenester i udviklingen af sovjetisk biograf [129]

9. juli 1990
- Zinovy Efimovich Gerdt (1916-1996), teater- og filmskuespiller, for store tjenester i udviklingen af sovjetisk teaterkunst [130]
- Gyulli Arslanovna Mubaryakova (1936-2019) - kunstner af Bashkir Akademiske Dramateeater opkaldt efter M. Gafuri, for store tjenester i udviklingen af sovjetisk teaterkunst [131] [132]

11. juli 1990
- Leonid Ivanovich Boldin (1931-2013), operasolist fra Moskva Akademiske Musikteater opkaldt efter K. S. Stanislavskij og Vl. I. Nemirovitj-Dantjenko, for gode tjenester i udviklingen af sovjetisk musikkunst [133]

25. juli 1990
- Alexander Sergeevich Dmitriev (f. 1935) - chefdirigent for det akademiske symfoniorkester i Leningrad State Philharmonic opkaldt efter D. D. Shostakovich, for store tjenester i udviklingen af sovjetisk musikkunst [134]
- Tatyana Mikhailovna Karpova (1916-2018), kunstner fra Moskva Akademiske Teater opkaldt efter Vl. Mayakovsky, for store tjenester i udviklingen af sovjetisk teaterkunst [135]

27. juli 1990
- Ivan Timofeevich Bobylev (1925-2014), kunstnerisk leder af Perm Regionale Dramateater, for god tjeneste i udviklingen af sovjetisk teaterkunst[136]

6. august 1990
- Grigory Fedorovich Ponomarenko (1921-1996) - komponist, for store tjenester i udviklingen af sovjetisk musikkunst og frugtbare sociale aktiviteter[137]

17. september 1990
- Viktor Vladimirovich Rovdo (1921-2007), chefdirigent, kunstnerisk leder af koret for den hviderussiske SSR's statskomité for tv- og radioudsendelser, for store tjenester i udviklingen af sovjetisk musikkunst og frugtbare undervisningsaktiviteter [138]

9. oktober 1990
- Lidia Petrovna Sukharevskaya (1909-1991) - kunstner fra Moskva Akademiske Teater opkaldt efter Vl. Mayakovsky, for store tjenester i udviklingen af sovjetisk teaterkunst [139]

30. oktober 1990
- Georgy Mikhailovich Vitsin (1917-2001), teater- og filmskuespiller, for gode tjenester i udviklingen af den sovjetiske biograf [140]
- Lyubov Sergeevna Sokolova (1921-2001) - kunstner fra State Creative and Production Association "Mosfilm", for gode tjenester i udviklingen af sovjetisk biograf [140]

6. november 1990
- Farhad Shamsievich Badalbeyli (f. 1947), professor ved Aserbajdsjans statskonservatorium opkaldt efter U. Hajibeyov, for stor indsats i udviklingen af sovjetisk musikkunst [141]
- Vladislav Vladislavovich Mikosha (1909-2004), kameramand og filminstruktør af Central Documentary Film Studio, for hans store bidrag til udviklingen af sovjetisk dokumentarfilm [142]

12. november 1990
- Viktor Karpovich Merzhanov (1919-2012) - pianist, leder af afdelingen for Moskvas statskonservatorium opkaldt efter P. I. Tchaikovsky, for store tjenester i udviklingen af sovjetisk musikkunst [143]
- Galina Badmazhapovna Shoydagbaeva (f. 1953) - solist ved Burjat Statsakademiske Opera- og Balletteater, for gode tjenester i udviklingen af sovjetisk musikkunst [143]

12. december 1990
- Nikolai Nikolaevich Trofimov (1920-2005) - kunstner af Leningrad Akademiske Bolsjoj Dramateater opkaldt efter Maksim Gorkij, for store tjenester i udviklingen af sovjetisk teaterkunst[144]

27. december 1990
- Zara Aleksandrovna Dolukhanova (1918-2007), operasanger (coloratura mezzosopran), professor ved Gnessin State Musical and Pedagogical Institute, for store tjenester i udviklingen af sovjetisk musikkunst og frugtbare undervisningsaktiviteter [145]

### 1991 (32 personer)
25. januar 1991
- Nikolai Arnoldovich Petrov (1943—2011), pianist [146] [147]

28. januar 1991
- Vladimir Georgievich Mulyavin (1941-2003), popsanger (dramatisk tenor), guitarist, komponist, grundlægger og direktør for VIA " Pesnyary " [148] [149]
- Stepan Stepanovich Oleksenko (1941-2006), skuespiller fra Kijev Nationale Dramateater opkaldt efter Ivan Franko [150]
- Bogdan Sylvesterovitj Stupka (1941-2012), skuespiller ved Ivan Franko Kiev Nationale Dramateater, filmskuespiller[150]

19. marts 1991
- Maria Vladimirovna Mironova (1911-1997), teater- og filmskuespillerinde [151]

22. marts 1991
- Ljudmila Viktorovna Sjaposjnikova (1921-2003), skuespillerinde fra Mossovet-teatret, filmskuespillerinde [152]

25. marts 1991
- Jurij Abramovitj Basjmet (f. 1953), violist og dirigent[153]

23. april 1991
- Mark Anatolyevitj Zakharov (1933-2019), teater- og filminstruktør, chefdirektør for Lenkom Teatret [154] [155]

13. maj 1991
- Larisa Andreevna Shevchenko (f. 1950), operasangerinde (sopran), solist ved Mariinskij-teatret[156]

14. maj 1991
- Samson Josifovitj Samsonov (1921-2002), direktør for Mosfilm filmstudie) [157]

15. maj 1991
- Nikolaj Filaretovitj Kolessa (1903-2006), komponist og dirigent [158]
- Eduard Savelyevitj Kolmanovskij (1923-1994), komponist [159]

16. maj 1991
- Inna Mikhailovna Tjurikova (1943—2023), teater- og filmskuespillerinde[160]

1. juli 1991
- Jurij Nikolajevitj Masjuga (1931-2022), teater- og filmskuespiller

5. august 1991 
- Natalya Grigorievna Gutman (f. 1942), cellist [162]

17. oktober 1991
- Lazar Martirosovitj Sarjan (1920-1998), komponist [163]

22. oktober 1991
- Bolotbek Shamshiev (1941—2019), filminstruktør [164]

28. november 1991
- Yakub Akhmedov (f. 1938), teater- og filmkunstner [165]
- Eduard Davidovitj Grach (f. 1930), violinist [166]
- Azhdar Ibragimov (1919-1993), filminstruktør [167]

4. december 1991
- Nina Konstantinovna Meshko (1917-2008), kordirigent
- Zeinab Khanlarova (f. 1936), operasanger (sopran), mugham performer

20. december 1991
- Lev Nikolaevitj Vlasenko (1928-1996), pianist [168] [169]
- Ashir Kuliev (1918—2000), komponist [170]
- Kapar Medetbekov (1931-2012), teater- og filmkunstner [171]
- Gennady Stepanovitj Ovsyannikov (f. 1935), skuespiller [172]
- Anatoly Ivanovitj Poletaev (f. 1936), harmonikaspiller, dirigent [173]
- Alla Borisovna Pugacheva (f. 1949), popsanger[174]
- Avet Rubenovitj Terterjan (1929-1994), komponist [175]
- Natalja Nikolajevna Sjakhovskaja (1935—2017), cellist [176][177]
- Valerij Nikolaevitj Jakovlev (f. 1939), teaterdirektør, kunstnerisk leder af Tjuvasj Statsteater opkaldt efter K. V. Ivanov (Tjeboksary)[178]

21. december 1991
- Sofja Stanislavovna Piljavskaja (1911-2000), teater- og filmskuespillerinde [179]
- Oleg Ivanovitj Jankovskij (1944-2009), teater- og filmskuespiller [180]